# KBS 2TV
KBS 2TV(KBS 제2텔레비전, 한국방송 2, U-KBS HEART)는 대한민국을 방송권역으로 하는 지상파 방송사인 KBS가 운영하는 공중파 텔레비전 방송 채널이다.

## 특징
- 드라마 및 예능[1][2]프로그램 등을 중점적으로 편성하는 지상파 채널이다. 젊고 가족적인 분위기의 채널을 지향하는 편으로 보다 유익하고, 기분좋고 흥미진진한 분위기를 연출하고 있으며, 광고방송(상업광고방송)을 송출하는 것이 특징이다. 고정 채널번호는 7번이다.
- KBS 1TV의 지역총국을 비롯한, MBC TV의 지역 단위 네트워크 계열사, SBS TV와 제휴한 9개 지역 민방 네트워크와는 달리, 지역국 자체 제작 프로그램 편성이 전혀 없으며, EBS 1ㆍ2TV와 함께 전국적으로 일제히 송출되는 방송이다. (한때 누가누가 잘하나는 월 1회 지역방송을 한 적이 있다.)
- 2TV는 선거방송, 주말 및 명절 연휴 뉴스 및 날씨는 제공되지 않는다.
- 1980년부터 1993년까지 신년전야 특별 생방송을 하지 않았다가, 한동안 1994년에 가는해 오는해의 방송됐고, 1995년부터 《KBS 연기대상》에서 새해 카운트다운을 보냈다.
- KBS 1TV의 채널과 1981년 3월 7일에 광고방송(상업광고방송)을 개시 및 재개를 하였고, KBS 2TV의 채널은 광고에 평일 4블록 20분과 주말 및 공휴일은 5블록 25분으로 정했다. 1982년 1월 5일에 KBS TV의 광고시간을 KBS 1TV의 채널은 광고시간을 150분에서 90분으로 줄였고,KBS 2TV의 채널은 광고방송(상업광고방송)시간을 185분에서 474분으로 바뀌었다.[3]
- 1TV의 채널은 2TV의 채널과 다르게 광고방송(상업광고방송)을 따로 줄여서 편성을 했다.KBS 1TV의 채널은 1986년에 오전에 광고방송(상업광고방송)을 뉴스프로그램에 보내서 방영을 하기도 했지만 1987년 ~ 1989년에도 광고를 5분으로 줄여서 하기도 했다.[4]
- 1988년 9월 17일에 1TV의 채널은 광고방송(상업광고방송)을 광고 24개를 때려갔고, 2TV의 채널은 광고방송(상업광고방송)을 37개를 때려갔다.[5]
- 1981년 3월 7일부터 1982년 1월 24일까지 KBS 1TV의 채널은 KBS 2TV의 채널과 1차 광고방송(상업광고방송)을 했다. 2차 광고방송(상업광고방송)은 1982년 1월 25일부터 KBS 1TV의 채널과  KBS 2TV의 채널도 광고방송(상업광고방송)을 실시를 했다. 1985년 5월 1일부터 KBS 1TV의 채널은 시청료거부운동을 계기로 술광고를 폐지하고 저녁 시간대에 광고 10묶음에 8개를 2시간 30분(20:00~22:30)의 광고를 줄여서 방영을 했다.[6]
- 1990년 3월 2일부터 KBS 1TV의 채널은 오전 시간대에 평일 블록광고를 폐지하고 주말과 공휴일 및 스포츠 및 실황중계프로그램과 영화프로그램에 광고방송(상업광고방송)을 편성했는데 KBS 2TV의 채널만 평일 및 주말까지 광고방송(상업광고방송)을 오전과 오후까지 편성을 했다.[7]
- KBS 1TV의 채널은 1994년 9월 30일에 마지막으로 송출했고,KBS 2TV의 채널도 광고방송(상업광고방송)을 실시했다. 1994년 10월 1일부터 KBS 1TV의 채널은 수신료징수제도개선으로 인해 광고방송(상업광고방송)을 폐지에 따른 KBS 2TV의 채널은 광고방송(상업광고방송)을 시간 및 편성을 하게 되었다.[8]
- 1981년 12월 30일에 KBS 가요대축제와 1987년 12월 30일에 KBS 연예대상 및 KBS 연기대상을 1987년 12월 31일에 첫방송을 KBS 1TV의 채널에서 방송을 했고, 1989년 12월 31일에는 2TV의 채널에서 방영을 했다. 1990년부터 1993년까지는 3년동안 KBS 가요대축제와 KBS 연예대상 및 KBS 연기대상을 KBS 1TV의 채널에서 방영을 했지만 1994년 10월 1일에 KBS 1TV의 채널에서 수신료 징수제도 개선을 계기로 광고방송(상업광고방송)을 폐지로 인해 KBS 가요대축제 및 KBS 연예대상은 1994년 12월 24일과 1994년 12월 30일로 각각 정했고, KBS 연기대상은 1994년 12월 31일부터는 KBS 1TV의 채널에서 KBS 2TV의 채널로 옮겨 방송을 하게 되었다.[9]
- 뉴스 프로그램(2TV) 앵커자(2명) 기자.아나운서의 남성과 여성의 앵커가 휴가,출장,파업으로 인하여 다른 기자.아나운서가 대신 진행할 수 있다.
- KBS의 프로그램(2TV) 진행자 각 1~2명의 아나운서의 남성과 여성의 앵커가 휴가,출장,파업으로 인하여 다른 아나운서가 대신 진행할 수 있다.
- 뉴스 프로그램(2TV)의 장소는 KBS 2TV 제2 스튜디오로 진행한다.
- 뉴스 프로그램(2TV)의 장소의 수화방송은 KBS 2TV 제2 스튜디오(1990년대 ~ 2004년까지)가 아닌 별도 장소(2005년 ~ 이후 현재)
- 뉴스 프로그램(2TV)의 수화방송은 '한국 수어 통역 방송' 및 (2TV)의 수화 방송되는 해당 프로그램 참조는 '수화 통역 방송'으로 표기된다.
- 편성표 (2TV)는 2018년 8월 5일 홈페이지 개편 이후 최근 1개월 조회만 가능하다.
- 편성표 (2TV)는 2020년 9월 12일 자정 12시 이후 매주 1주일 마다 편성표를 게시하여 게재하고 있다.
- 해당 TV 프로그램 (2TV)는 2018년 8월 5일 홈페이지 개편 이후 해당 프로그램이 종영되면 해당 프로그램의 시청자참여 게시판은 이용이 불가능하게 되었다.
- 해당 TV 프로그램 (1TV)는 2018년 8월 5일 홈페이지 개편 이후 해당 프로그램이 과거 2016년 이전의 다시보기는 불가능하게 되어 다시보기는 과거에 없어졌다(검색해본 결과 "찾으시는 다시보기 영상이 없습니다." 나옴)

## 개별 디자인

### 기본
- 방송 시작 시 제공되는 자막 표시는 광고주만을 나열하는 것이 특징이다. 1993년 4월까지는 세로 쓰기 방식이었으나, 1993년 5월부터 가로 쓰기 방식이 정식으로 도입되었다.
- 시청등급 화면은 2001년부터 도입되었다.
- 2020년 ~ 현재 한글날을 맞아, 매년 한국방송 2TV로 표기하였다.

### 시각 표시
- 아침 시간대에 사용되는 시각 표시는 1981년에 처음 도입되었으며,[10] 1991년 7월부터는 날짜 및 요일 정보가 추가되었고, 1992년 4월까지 약 9개월간은 "月, 火, 水, 木, 金, 土, 日" 등 한자 표기가 사용되었다.[11] 1992년 4월부터는 요일 표기가 전면적으로 한글로 변경되어 "월, 화, 수, 목, 금, 토, 일"의 표기가 도입되었으며, 이는 현재까지도 유지되고 있다.[12]
- 본방송 시작 전까지 10초간 광고가 나오는 대로, 현재 시각을 알려준다.

## 연혁

### 태동기
- 1980년 11월 24일 : 시험방송 개시.
- 1980년 12월 1일 : 0시부터 언론통폐합으로 동양텔레비전이 KBS 2TV로 개칭과 함께 개국.
- 1980년 12월 6일 : 《토요명화》 방송 시작.
- 1980년 12월 22일 : MBC TV와 같이 컬러방송 개시.
- 1981년 1월 5일 : 교육 프로그램 KBS 3TV(현 EBS 1TV) 이관, 오락·예능 프로그램으로 전환됨.
- 1981년 2월 2일 : KBS 3TV 개국 및《만나고 싶었습니다》 방영 개시.
- 1981년 3월 2일 : 평일 심야방송 폐지.
- 1981년 3월 6일 : 1980년 12월 1일에 언론통폐합으로 인해서 1년만에 KBS 1TV의 채널 및 KBS 2TV의 채널은 광고방송(상업광고방송) 개시 및 재개 준비.[13]
- 1981년 3월 7일 : KBS 1TV의 채널과 같이 광고방송(상업광고방송) 개시 및 재개. KBS 2TV의 채널 광고 (블록식) 평일 4블록(20분), 주말과 공휴일 5블록(25분).[14]
- 1981년 5월 25일 : 오전 6시부터 10시까지 평일 오전 방송 재개.
- 1981년 5월 30일 : 오전 6시부터 10시까지 토요일 오전 방송 재개.
- 1981년 5월 31일 : 일요일 아침 방송 시작을 7시에서 6시로 변경.
- 1981년 9월 7일 : 《상쾌한 아침입니다》 방영 개시. 《퀴즈로 배웁시다》 방영 시작.
- 1981년 9월 8일 : 《가요톱10》 채널 이전. 화요일 밤 20시 10분 방송.[15]
- 1982년 1월 20일 : 《가요톱10》화요일 마지막 방송. 수요일로 이동.
- 1982년 1월 25일 : 광고방송(상업광고방송)형식 변경.(블록 광고 → 프로그램 광고, 토막 광고), 방송 시간 30분 연장(11시 25분→11시 30분) 및 오후 방송시간을 17시 30분부터 0시까지로 확대. KBS 1TV의 채널은 KBS 2TV의 채널과 다르게 광고시간이 달라짐. 오전 오후사이에 블록식광고를 편성.[16]
- 1982년 1월 27일 : 《가요톱10》수요일 밤 20시 10분 방송.
- 1982년 9월 20일 : 오전 9시부터 《TV유치원 하나 둘 셋》 방영 개시. 첫방송 시작 함.
- 1983년 2월 26일 : 《사랑방중계》 방영 시작.
- 1983년 2월 27일 : 《추적60분》 방송 개시.
- 1983년 3월 30일 : 《가요톱10》수요일 마지막방송. 일요일로 이동.
- 1983년 4월 2일 : 《유머1번지》 방영 시작.
- 1983년 4월 3일 : 《가요톱10》일요일 저녁 18시 10분 방송.
- 1983년 8월 7일 : 《쇼 일요특급》방송 시작.
- 1983년 10월 31일 : 《무엇이든 물어보세요》 방송 개시.
- 1984년 3월 31일 : 《상쾌한 아침입니다》종영.
- 1984년 4월 1일 : 《쇼 일요특급》종영.
- 1984년 4월 2일 : 《오늘》 방영 시작 및 《출발, 기동취재반》 방송 시작.
- 1984년 4월 3일 : 《가족오락관》 방송 시작.
- 1984년 4월 6일 : 《KBS 드라마게임》 방영 개시.
- 1984년 4월 8일 : 《연예가중계》 방송 개시.
- 1984년 6월 27일 : 《간호병동》방송 시작.
- 1984년 10월 29일 :《출발, 기동취재반》 종영. 《7시/8시 명랑열차》 방영.
- 1984년 11월 3일 : 《나이트 쇼》방송 개시.
- 1984년 11월 11일 : 《행운의 스튜디오》 방송 개시.

#### 구축기
- 1985년 4월 21일 : 《가요톱10》일요일 마지막방송. 수요일로 다시 이동.
- 1985년 4월 24일 : 《가요톱10》수요일 저녁 19시 35분 방송.
- 1985년 10월 31일 : 《간호병동》종영.
- 1985년 12월 25일 : 음성 다중 및 스테레오 방송 개시.
- 1986년 5월 24일 : 《7시/8시 명랑열차》 및 《나이트 쇼》종영.
- 1986년 5월 26일 : 《아침의 광장》방송 개시.
- 1986년 6월 1일 : 《명랑 소극장》 방영 시작.
- 1986년 8월 18일 : 오전 방송 1시간 연장에 따른 기본 편성 재조정 실시.
- 1986년 9월 20일 : 《1986년 아시안 게임》시작 및 익일 새벽 1시까지 방송.
- 1986년 10월 5일 : 《1986년 아시안 게임》폐막.
- 1987년 2월 27일 : 《오늘》 종영.
- 1987년 2월 28일 : 《TV유치원 하나둘셋》 마지막방송. (KBS 1TV)로 채널 이동 및 《아침의 광장》종영.
- 1987년 3월 1일 : 《명랑 소극장》 종영.
- 1987년 3월 2일 : 《생방송 전국은 지금》 방영 개시 및 《KBS 2TV 뉴스》 개편 및 OP 변경.
- 1987년 3월 8일 : 《코미디 하이웨이》 방송 시작.
- 1987년 5월 1일 : 《사랑이 꽃피는 나무》방영 시작.
- 1987년 7월 6일 : 《사랑이 꽃피는 나무》월요일 마지막 방송. KBS 1TV로 채널 이동 및 화요일로 변경.
- 1987년 7월 16일 : 《KBS 가요드라마》목요일 밤 20시 방송.
- 1987년 10월 4일 : 《코미디 하이웨이》 일요일 마지막방송. 금요일로 이동.
- 1987년 10월 16일 : 《코미디 하이웨이》 금요일 밤 20시 50분 방송.
- 1987년 10월 17일 : 토요일 낮방송 개시.
- 1988년 1월 11일 : 《퀴즈탐험 신비의 세계》 KBS 2TV로 채널 이동.
- 1988년 1월 17일 : 《제7병동》방송 개시.
- 1988년 3월 5일 : 《순심이》방송 시작.
- 1988년 3월 6일 : 《쇼 비디오 자키》채널 이동 및 일요일 저녁 18시 40분 방송.
- 1988년 3월 16일 : 《KBS 가요드라마》종영.
- 1988년 4월 22일 : 《코미디 하이웨이》 금요일 마지막방송. 월요일로 이동.
- 1988년 4월 23일 : 《제7병동》일요일 마지막 방송. 금요일로 이동.
- 1988년 5월 2일 : 《코미디 하이웨이》 월요일 밤 20시 50분 방송.
- 1988년 5월 6일 : 《제7병동》금요일 밤 20시 방송.
- 1988년 9월 11일 : 《순심이》종영.[17]
- 1988년 9월 17일 : KBS 1TV의 채널은 KBS 2TV의 채널과 같이《1988년 하계 올림픽》시작. KBS 1TV의 채널은 광고 24개 및 KBS 2TV의 채널은 광고 37개 방영. 《1988년 하계 올림픽》익일 새벽 2시까지 방송.[18]
- 1988년 10월 2일 : 《1988년 하계 올림픽》폐막.
- 1988년 10월 8일 : 《은혜의 땅》방송 시작.
- 1989년 3월 1일 : 《가요톱10》수요일 마지막방송. 일요일로 이동.
- 1989년 3월 3일 : 《제7병동》종영.
- 1989년 3월 4일 : 《사랑방중계》 토요일 마지막방송. 금요일로 이동.
- 1989년 3월 8일 : 《자니윤쇼》 방송 시작.
- 1989년 3월 10일 : 《사랑방중계》금요일 밤 20시 방송.
- 1989년 3월 12일 : 《가요톱10》일요일 밤 20시 40분 방송.
- 1989년 4월 16일 : 《은혜의 땅》종영.
- 1990년 3월 2일 : KBS 1TV의 채널에서 평일 오전 블록광고를 폐지에 따른 KBS 2TV의 채널만 오전과 오후를 평일 및 주말과 공휴일까지 광고방송(상업광고방송)을 시간 및 편성.
- 1990년 4월 2일 : 《퀴즈탐험 신비의 세계》 KBS 1TV의 채널로 이동.
- 1990년 4월 5일 : 《자니윤쇼》 종영.
- 1990년 4월 13일 : 《사랑방중계》 토요일 마지막방송. KBS 1TV로 채널 이동 및 수요일로 변경.
- 1990년 5월 20일 : 《열전! 달리는 일요일》방송 시작.
- 1990년 5월 28일 : 《코미디 하이웨이》 종영.
- 1990년 9월 9일 : 《대추나무 사랑걸렸네》 방송 시작.
- 1990년 10월 31일 : 《사랑이 꽃피는 나무》채널 변경 및 수요일 오후 20시 방송.
- 1990년 11월 3일 : 《KBS스포츠뉴스 주말》 방송 개시.
- 1991년 4월 21일 : 《쇼 비디오 자키》 종영.
- 1991년 5월 22일 : 《가요톱10》수요일 밤 20시 5분 방송.
- 1991년 5월 25일 : 《전원집합 토요대행진》 방영 개시.
- 1991년 10월 6일 : 《걸프 전쟁》으로 저녁 방송 20분 축소.
- 1991년 10월 7일 : 오후 방송 시작 시간을 오후 5시 30분으로 변경.
- 1992년 3월 30일 : 《퀴즈탐험 신비의 세계》 월요일 마지막방송. 목요일로 이동.
- 1992년 4월 3일 : 《KBS 드라마 게임》금요일 마지막 방송. 봄 개편에 따라 일요일로 이동.
- 1992년 4월 7일 : 《맥랑시대》KBS 2TV로 채널 이동. 화요일 밤 20시 5분 방송 및《밤으로 가는 쇼》방송 개시.
- 1992년 4월 9일 : 《퀴즈탐험 신비의 세계》 목요일 저녁 19시 5분 방송.
- 1992년 4월 10일 : 《사랑마을 사람들》방송 시작.
- 1992년 4월 11일 : 《디즈니 만화동산》방영 개시.
- 1992년 4월 12일 : 《KBS 드라마 게임》일요일 밤 21시 45분 방송.
- 1992년 10월 1일 : 《퀴즈탐험 신비의 세계》 목요일 마지막방송. 일요일로 이동.

#### 변혁기
- 1993년 3월 28일 : 《만나고 싶었습니다》종영.
- 1993년 4월 25일 : 《열전! 달리는 일요일》종영 및《대추나무 사랑걸렸네》KBS 2TV에서 마지막 방송 후 KBS 1TV의 채널로 이동.
- 1993년 4월 30일 : 《비가비》종영.
- 1993년 5월 1일 : 《KBS 2TV 뉴스》OP 변경.
- 1993년 5월 2일 : 《홈런! 일요일》(주택복권 제800회 부터) 방송 개시.
- 1993년 5월 6일 : 《조영남쇼》방영 시작.
- 1993년 5월 7일 : 《미스터리 멜로 - 금요일의 여인》방송 개시.
- 1993년 5월 8일 : 《오늘 같은 밤》종영.
- 1993년 5월 17일 : 프로그램 제공 회사주 가로쓰기 도입.
- 1993년 8월 6일 : 대전 엑스포 기간동안 오전, 심야 방송 개시.
- 1993년 9월 19일 : 《홈런! 일요일》(다첨식 주택복권 - 또또복권 제1회 1차 부터)과 추첨 방송 개시.
- 1993년 10월 13일 : 《밤으로 가는 쇼》 종영.
- 1993년 10월 15일 : 《조영남쇼》종영.
- 1993년 10월 16일 : 《전원집합 토요대행진》 종영. 《KBS 바둑왕전》 토요일 마지막 방송(제12기)
- 1993년 10월 17일 : 《퀴즈탐험 신비의 세계》 일요일 마지막방송. 금요일로 이동.
- 1993년 10월 18일 : 《KBS 2TV 뉴스》 OP 변경 및 《꿈나무 TV 여행》과《퍼즐 특급열차》 방송 개시.
- 1993년 10월 20일 : 《밤과 음악사이》 방송 시작.
- 1993년 10월 22일 : 《퀴즈탐험 신비의 세계》 금요일 저녁 19시 방송.
- 1993년 10월 24일 : 《체험 삶의 현장》과 《사랑의 가족》 방송 개시, 《KBS 바둑왕전》 일요일로 이동(제12기) 《퀴즈 주부대학》방송 시작.
- 1994년 2월 19일 :《젊음의 행진》종영.
- 1994년 2월 25일 : 《퀴즈 주부대학》종영.
- 1994년 2월 27일 : 《꿈나무 TV 여행》종영 및 《풍물기행 세계를 가다》방송 시작.
- 1994년 2월 28일 :《KBS 뉴스비전》 방송 개시.
- 1994년 5월 2일: 《혼자서도 잘해요》 방송 개시.
- 1994년 5월 3일 : 《TV는 사랑을 싣고》 방송 시작.
- 1994년 7월 21일 : 《혼자서도 잘해요》 방영을 할 때 광고 6개 때려감.
- 1994년 7월 28일 : KBS 1TV의 채널에서 TV수신료를 전기요금에 합산을 하려고 광고방송(상업광고방송) 폐지 결정 및 KBS 2TV의 채널만 광고방송(상업광고방송)을 시간(드라마 및 예능 오락, 시사교양 및 뉴스)편성.[19]
- 1994년 8월 20일 : 《토요명화》방영 때 광고 20개 때려감.
- 1994년 9월 12일 : 한국방송공사(KBS)가 1TV의 채널에 광고방송(상업광고방송)이 폐지가 되면 스포츠중계방송과 광고방송(상업광고방송)은 2TV의 채널로 옮겨 편성과 함께 MBC TV와 SBS TV만 광고편성을 결정. 1TV의 채널은 수신료로 운영 및 뉴스와 시사교양 프로그램 편성.[20]
- 1994년 9월 30일 : KBS 1TV의 채널은 마지막으로 광고방송(상업광고방송) 송출 및 KBS 2TV의 채널은 광고방송(상업광고방송) 실시.[21]
- 1994년 10월 1일 : KBS 1TV의 채널은 수신료징수제도개선을 계기로 광고방송(상업광고방송) 폐지에 따른 KBS 2TV의 채널은 광고방송(상업광고방송) 시간 및 편성 확대.(KBS 1TV의 채널은 수신료징수제도개선을 계기로 광고방송(상업광고방송)을 전면 폐지해서 광고를 없앤 후 광고가 사라지자 광고방송(상업광고방송)은 편성을 하지 않게 되었고, KBS 2TV의 채널은 광고방송(상업광고방송)을 시간 편성 및 확대.)[22]
- 1994년 10월 7일 : 《생방송 전국은 지금》과《한바탕 웃음으로》 종영.[23]
- 1994년 10월 10일 : 《생방송 TV 정보센터》와 《KBS 뉴스비전》시작 및 진행자 교체로 남자 앵커 없이 여자 앵커 단독 진행 (이규원 아나운서), KBS 2TV 로고송 변경 "좋은 방송 밝은 세상 KBS"
- 1994년 10월 14일 : 《퀴즈탐험 신비의 세계》시간이 19시 5분 방송 및 《미스터리멜로 - 금요일의 여인》종영.
- 1994년 10월 15일 : 《토요일 7시가 좋다》방송 시작.
- 1994년 10월 16일 : 《서세원 양미경의 행복이 가득한 집》방영 개시.
- 1994년 10월 28일 :《사랑의 학교》 방송 개시. KBS제작 애니메이션
- 1994년 11월 1일 : 《사랑의 인사》방송 시작.
- 1994년 12월 24일 : 《KBS 가요대축제》를 1TV의 채널에서 2TV의 채널로 옮겨 이동.
- 1994년 12월 30일 : 《KBS 연예대상》을 1TV의 채널에서 2TV의 채널로 변경.[24]
- 1994년 12월 31일 : (같은 해 10월 1일에 KBS 1TV의 광고방송(상업광고방송) 폐지로 인하여) 《KBS 연기대상》을 각종 연말 시상식 중계 채널을 KBS 1TV의 채널에서 KBS 2TV로 변경.[25]
- 1995년 2월 24일 : 《KBS 바둑왕전》 금요일로 이동.(제14기)
- 1995년 2월 25일 : 《도전! 주부가요스타》 방영 개시.
- 1995년 2월 26일 : 《슈퍼선데이》 방송 시작.
- 1995년 3월 5일 : 《TV쇼 진품명품》 방송 개시.
- 1995년 4월 25일 : 《사랑의 인사》종영.
- 1995년 5월 1일 : 《KBS 2TV 뉴스》OP 변경,《생방송 아침을 달린다》 방송 시작.
- 1995년 5월 2일 : 《생방송 TV 정보센터》와 《토요일 7시가 좋다》종영.
- 1995년 5월 6일 : 《그때 그 사건》과 《출발 토요대행진》방영 시작 및 《KBS 바둑왕전》 토요일로 이동.(제14기)
- 1995년 6월 1일 : 《밤과 음악사이》시작 및 광고 20개 방영.
- 1995년 8월 29일 : 《TV는 사랑을 싣고》 마지막 방송. 9월 개편에 따라 KBS 1TV로 채널 이동.
- 1995년 9월 1일 : 《퀴즈로 배웁시다》 종영.
- 1995년 9월 2일 : 《KBS 바둑왕전》 토요일 마지막 방송(제14기)
- 1995년 9월 3일 :《홈런!일요일》 종영.
- 1995년 9월 4일 : 오후 17시에 방송 시작 및 새벽 1시까지 확대. 《컴퓨터 퀴즈대결》방영 시작.[26]
- 1995년 9월 5일 : 《행운의 일요특급》 방송 개시. (추첨식 주택복권 제923회)
- 1995년 9월 8일 : 《KBS 바둑왕전》 금요일로 복귀.(제14기)
- 1995년 9월 16일 : 《이문세쇼》방송 시작.
- 1995년 11월 4일 : 《그때 그 사건》 토요일 마지막 방송. 금요일로 이동.
- 1995년 11월 10일 : 《그때 그 사건》 금요일 밤 20시 30분 방송.《코미디 세상만사》 방영 개시.
- 1996년 2월 26일 : 《체험 삶의 현장》 마지막 방송. KBS 1TV로 이동.
- 1996년 3월 2일 : 《출발 토요대행진》종영.《KBS 바둑왕전》토요일 마지막 방송.(제14기)
- 1996년 3월 4일 : 오전 방송 시간을 오전 6시부터 오전 10시에서 오전 방송 시간 오전 6시부터 낮 12시까지 확대. 《열려라 꿈동산》방송 개시. KBS 2TV 뉴스 프로그램 방송 중 로고 표시 변경(KBS2 → KBS) 및 《KBS 뉴스비전》 진행자 교체로 남자 앵커 없이 여자 앵커 단독 진행 (유정아 前 아나운서) 및 《사랑이 꽃피는 계절》방송 시작.[27]
- 1996년 3월 9일 : 《토요일 전원출발》방송 개시.
- 1996년 3월 10일 : 《도전 지구탐험대》 방영 시작. 《KBS 바둑왕전》 일요일로 이동(제14기)
- 1996년 4월 28일 : 《사랑의가족》 일요일에서 토요일로 이동.
- 1996년 5월 4일 : 《사랑의가족》을 96 봄개편에 따라 토요일로 방송.
- 1996년 5월 10일 : 《그때 그 사건》 종영.
- 1996년 5월 21일 : 《노영심이 여는 세상》방영 시작.
- 1996년 10월 7일 : 《사랑이 꽃피는 계절》종영.
- 1996년 10월 8일 : 《노영심이 여는 세상》종영.
- 1996년 10월 11일 : 《컴퓨터 퀴즈대결》 종영.
- 1996년 10월 12일 : 《이문세쇼》종영.
- 1996년 10월 14일 : 《철인 5종경기》 방영 시작.
- 1996년 10월 15일 : 《스타트》와 《서세원쇼》방영 개시.
- 1996년 10월 19일 : 《이소라의 프로포즈》 방영 시작.
- 1997년 2월 27일 : 《철인 5종경기》와 《밤과 음악사이》종영.[28]
- 1997년 3월 1일 : 《생방송 아침을 달린다》 종영.
- 1997년 3월 2일 : 《행운의 일요특급》(주택복권 1,000회 돌파 기념 추첨 방송). KBS 바둑왕전 일요일 마지막 방송(제15기) 및  《KBS 드라마게임》 종영. 《KBS 바둑왕전》(15기) 2TV 마지막 방송 이후 KBS 위성1TV (현 KBS 라이프) KBS N 라이프(KBS 코리아로 통합) 채널 변경과 방송시간 변경.
- 1997년 3월 3일 : 《생방송 좋은 아침입니다》,《세상체험 아빠와 함께》,《스포츠 현장》, KBS 2TV 뉴스프로그램 방송 중 로고 표시 위치를 상단에서 하단으로 변경(KBS) 《KBS 2TV 뉴스》OP 변경,《8時 뉴스 파노라마》 방송 개시.
- 1997년 3월 5일 : 《밤의 이야기쇼》 방송 시작.
- 1997년 3월 8일 : 《사랑의가족》 마지막방송. (KBS 1TV로 이동)
- 1997년 4월 20일 : 《첫사랑》 마지막회의 시청률이 대한민국에서 65.8%의 압도적인 시청률을 기록.[29]
- 1997년 5월 10일 : 《이소라의 프로포즈》 토요일 마지막 방송. 일요일로 이동.
- 1997년 5월 14일 : 《밤의 이야기쇼》수요일 마지막방송. 97 봄 개편에 따라 목요일로 이동.
- 1997년 5월 18일 : 《행운의 일요특급》과 (추첨식 주택복권 제1011회, 다첨식 주택복권 26회 2차) 《서세원 양미경의 행복이 가득한 집》종영.
- 1997년 5월 19일 : 오후 방송시간이 오후 16시로 변경.[30]
- 1997년 5월 22일 : 《밤의 이야기쇼》목요일 밤 23시 방송.
- 1997년 5월 24일 : 《시네마 데이트》 방영 시작.
- 1997년 5월 25일 : 《쇼! 행운을 잡아라》 방송 개시 (추첨식 주택복권 제1012회, 다첨식 주택복권 26회 3차) 및《이소라의 프로포즈》 일요일 밤 23시 방송.
- 1997년 6월 14일 :《KBS 테마 드라마》 방영.
- 1997년 6월 30일 :《KBS 2TV 뉴스》 OP 변경.
- 1997년 7월 6일 : 《KBS 테마 드라마》종영.
- 1997년 9월 1일 : KBS 2TV의 채널은 EBS 1TV와 광고업무가 이어짐.
- 1997년 10월 7일 : 《스타트》종영.
- 1997년 10월 17일 : 《퀴즈탐험 신비의 세계》 금요일 마지막방송. 월요일로 이동.
- 1997년 10월 18일 : 《시네마 데이트》이후 KBS 1TV로 채널 이동.
- 1997년 10월 19일 : 《스포츠 현장》 종영. 《이소라의 프로포즈》 일요일 마지막방송. 토요일로 이동.
- 1997년 10월 20일 : 《KBS 뉴스(2TV)》 OP 변경,《KBS 뉴스 8》 방송 개시. 《추리특급》방영 시작.《퀴즈탐험 신비의 세계》 월요일 저녁 20시 25분 방송.
- 1997년 10월 24일 : 《사랑의 리퀘스트》 방영 개시 및 《신세대 보고 - 어른들은 몰라요》채널 이동. 금요일 저녁 19시 5분 방송.
- 1997년 10월 25일 : 《비디오 챔피언》 방영 시작 및 《이소라의 프로포즈》 토요일 밤 23시 50분 방송.
- 1997년 10월 31일 : 《KBS 금요극장》방영 시작.
- 1997년 11월 17일 : 《퀴즈탐험 신비의 세계》 월요일 마지막방송. 금요일로 이동.
- 1997년 11월 21일 : 《신세대 보고 - 어른들은 몰라요》 금요일 마지막방송. 화요일로 이동 및 《KBS 금요극장 》종영.
- 1997년 11월 24일 : 《퍼즐특급열차》 시간을 18시 45분으로 변경 및 《KBS 뉴스 파노라마》 평일 저녁 19시 40분 ~ 20시 방송. 《오늘의 중요뉴스》 방송 개시.
- 1997년 11월 25일 : 《신세대 보고 - 어른들은 몰라요》 화요일 저녁 18시 45분 방송.
- 1997년 11월 28일 : 《퀴즈탐험 신비의 세계》 금요일 저녁 18시 40분 방송.
- 1997년 11월 30일 : 《KBS 일요베스트》 방영 시작.
- 1997년 12월 26일 : 《사랑의 리퀘스트》 마지막방송. (KBS 1TV로 채널 변경.)
- 1998년 1월 3일 : 《이소라의 프로포즈》토요일 마지막방송. 일요일로 이동.
- 1998년 1월 5일 : IMF 불황으로 오전 방송을 6시부터 11시까지 축소 및 오후방송을 17시부터 축소.
- 1998년 1월 11일 : 《이소라의 프로포즈》 일요일 밤 23시 10분 방송.
- 1998년 2월 9일 : 《퍼즐 특급열차》 월요일 마지막 방송. 일요일로 이동.
- 1998년 2월 11일 : 《가요톱10》 종영 및 《신세대 보고 - 어른들은 몰라요》화요일 마지막 방송. KBS 1TV로 채널 이동. 《추리특급》화요일 마지막 방송. 목요일로 이동.
- 1998년 2월 12일 : 《그대 나를 부를 때》를 끝으로 KBS 수목드라마 폐지 및 《밤의 이야기쇼》종영.
- 1998년 2월 13일 : 《퀴즈탐험 신비의 세계》 금요일 마지막방송. 목요일로 이동.
- 1998년 2월 15일 :《슈퍼선데이》종영 및 《이소라의 프로포즈》 일요일 마지막방송. 토요일로 이동.
- 1998년 2월 16일 : 《체험 삶의 현장》을 KBS 1TV에서 KBS 2TV로 채널 이동.
- 1998년 2월 17일 : 《긴급구조119》를 개편에 따라 화요일 저녁 19시 25분 방송.
- 1998년 2월 18일 : 《브라보 신세대》와《공개수배 사건 25시》 방송 시작.
- 1998년 2월 19일 : 《퀴즈탐험 신비의 세계》 목요일 저녁 19시 25분 방송.《추리특급》 목요일 밤 21시 50분 방송.
- 1998년 2월 20일 :《TV는 사랑을 싣고》KBS 2TV로 채널 변경. 금요일 저녁 19시 25분 방송.
- 1998년 2월 21일 : 《이소라의 프로포즈》 토요일 밤 21시 5분 방송.
- 1998년 2월 22일 :《시네마 데이트》 KBS 2TV로 채널 복귀.《퍼즐특급열차》는 오전 11시 방송 및《슈퍼TV 일요일은 즐거워》방영 시작.
- 1998년 2월 28일 : 《토요일 전원출발》종영.
- 1998년 6월 3일 : 《브라보 신세대》 종영.
- 1998년 6월 7일 : 《퍼즐특급열차》 종영.
- 1998년 6월 11일 : 《추리특급》 종영.
- 1998년 6월 12일 : 《무엇이든 물어보세요》 KBS 2TV 마지막 방송. (KBS 1TV로 방송 채널 이전)
- 1998년 6월 15일 : 《확인 베일을 벗겨라》와《시청자칼럼 우리사는 세상》방송 개시.
- 1998년 6월 16일 : 《뮤직뱅크》 방송 개시.[31]
- 1998년 6월 21일 : 《영상기록 병원 24시》 방영 개시.
- 1998년 6월 27일 :《이소라의 프로포즈》 토요일 밤 21시 5분에서 23시 50분으로 변경.
- 1998년 10월 5일 : 《확인 베일을 벗겨라》월요일 시간 20:40 ~ 21:30분 마지막방송. 가을 개편에 따라 시간을 19:10 ~ 20:00로 변경.
- 1998년 10월 11일 : 《영상기록 병원 24시》 일요일 마지막방송. 수요일로 이동.
- 1998년 10월 12일 : KBS 1998 가을 개편 (KBS 2TV) 실시,《꼬꼬마 텔레토비》와《행복채널》 및 《현장르포 제3지대》방영 개시. 《확인 베일을 벗겨라》월요일 저녁 19시 10분 방송.
- 1998년 10월 14일 : 《영상기록 병원 24시》 수요일 밤 23시 방송.
- 1998년 10월 15일 : 《퀴즈탐험 신비의 세계》 시간이 19시 10분으로 변경. 《시사터치 코미디파일》 방송 시작.
- 1998년 10월 17일 : 《자유선언 오늘은 토요일》 방영 개시.
- 1999년 1월 4일 : 오전 방송시간이 오후 방송시간이 다시 오후 17시에서 오후 16시로 변경.
- 1999년 2월 22일 : 《확인 베일을 벗겨라》종영.
- 1999년 4월 26일 : 《현장르포 제3지대》월요일 마지막 방송. KBS 1TV로 채널이동 및 금요일로 변경.
- 1999년 4월 30일 : 《시청자칼럼 우리사는 세상》 (KBS 2TV) 마지막 방송. KBS 1TV로 채널 이전 및 《열려라 꿈동산》 종영.
- 1999년 5월 2일 : 《긴급구조119》 마지막 방송. KBS 1TV로 채널 변경 및 《쇼 행운을 잡아라》(추첨식 주택복권 제1113회) 종영.
- 1999년 5월 3일 : KBS 1999 봄 개편 (KBS 2TV) 실시,《사랑의가족》을 일요일에서 다시 토요일로 이동. 《뉴스투데이 (KBS 2TV)》 방송 개시, 《달려라 씽씽열차》 방송 시작.
- 1999년 5월 4일 : 《광끼》 방영 개시.
- 1999년 7월 19일 : 오전 방송을 낮 11시까지 환원.
- 1999년 7월 20일 : 오전 방송을 1시간 축소.(낮 11시 → 오전 11시 55분)
- 1999년 9월 4일 : 《개그콘서트》 방송 개시.
- 1999년 10월 14일 : 《퀴즈탐험 신비의 세계》 마지막방송. KBS 1TV 채널 변경. 가을개편에 따라 토요일 오후 17시 10분으로 이동.
- 1999년 10월 15일 : 《달려라 씽씽열차》 종영.
- 1999년 10월 18일 : KBS 1999 가을 개편 (KBS 2TV) 실시,《동화나라 꿈동산》 방영 시작.
- 1999년 10월 20일 : 《공개수배 사건 25시》 가을 개편에 따라 21시 55분 방송.
- 1999년 10월 22일 : 《도전! 골든벨》 <경기 수원 영생고등학교 - 최종문제:49번> 독립 편성(접속! 신세대의 코너로 독립) 첫 방송.
- 1999년 10월 24일 : 《쇼! 행운열차》 방송 개시. (추첨식 주택복권 제1114회)
- 1999년 11월 15일 : 오전 방송시간이 오전 6시 ~ 오전 11시에서 오전 6시 ~ 낮 12시로 변경.[32]
- 1999년 11월 19일 : 《도전! 골든벨》(현 KBS 1TV 방송시간 이후 중단) (10회 강원 삼척여자고등학교 (최종문제: 번 미확정) 마지막 삼척시 지역 참가학교.

#### 밀레니엄기
- 2000년 1월 13일 : 《광끼》 종영.
- 2000년 1월 16일 : 《쇼! 행운열차》(주택복권 밀레니엄복권)과 추첨 방송. <울산의 회사원 근무하는 국내 최고당첨금 20억원 당첨>
- 2000년 4월 24일 : 《체험 삶의 현장》 월요일 마지막 방송. KBS 1TV로 채널 변경.
- 2000년 4월 26일 : 《가족오락관》과《공개수배 사건25시》 수요일 마지막방송. 5월 봄개편에 따라《가족오락관》은 목요일 저녁 19시 이동 및 《공개수배 사건25시》는 토요일 밤 21시 20분으로 이동.
- 2000년 4월 27일 : 《시사터치 코미디파일》 목요일 마지막방송. 일요일로 이동.
- 2000년 4월 28일 : 《TV는 사랑을 싣고》 금요일 마지막방송. 봄 개편에 따라 월요일로 이동 및《코미디 세상만사》 종영.
- 2000년 4월 29일 : 《생방송 좋은 아침입니다》 종영.
- 2000년 4월 30일 : 《파워인터뷰》,《KBS 일요베스트》 종영.
- 2000년 5월 1일 : KBS 2000 봄 개편 (KBS 2TV) 실시,《KBS 뉴스(2TV)》OP 변경,《생방송 오늘》,《지구촌 뉴스》,《소설목민심서》,《인간극장》 신설 및 《TV는 사랑을 싣고》월요일 밤 23시 방송.
- 2000년 5월 3일 : 《KBS 드라마시티》방영 개시.
- 2000년 5월 4일 :《야!한밤에》신설.
- 2000년 5월 5일 : 《도전! 골든벨》55분에서 1시간으로 방송시간 5분 확대(금요일 저녁 7시 ~ 8시)
- 2000년 5월 6일 : 《공개수배 사건25시》 토요일 밤 21시 20분 방송.
- 2000년 5월 7일 : 《시사터치 코미디파일》일요일로 이동. 밤 22시 30분 방송.
- 2000년 7월 19일 : 《영상기록 병원 24시》수요일 마지막방송. KBS 1TV로 채널 변경.
- 2000년 7월 21일 : 《소설 목민심서》일일사극 금요일 마지막방송. 일일사극에서 수목드라마로 변경.[33]
- 2000년 7월 22일 : 《TV쇼 진품명품》토요일 마지막 방송. KBS 1TV로 채널 이동. 《공개수배 사건25시》시간변경이 21시 40분으로 변경.
- 2000년 7월 24일 : 《TV는 사랑을 싣고》월요일 마지막 방송. 일요일로 이동.
- 2000년 7월 26일 : 《소설목민심서》금요일 마지막방송. 수목드라마로 수요일로 변경. 수,목 밤 21시 50분 방송.
- 2000년 7월 29일 : 《공개수배 사건25시》토요일 밤 21시 40분 방송
- 2000년 7월 30일 :《TV는 사랑을 싣고》일요일 오전 11시 방송.
- 2000년 10월 5일 : 《가족오락관》목요일 마지막 방송. KBS 1TV로 채널 변경.
- 2000년 10월 9일 : KBS 2000 가을 개편 (KBS 2TV) 실시
- 2000년 10월 10일 : 《한국이 보인다》방송 시작 및《영상기록 병원 24시》KBS 2TV 일요일 밤 0시 50분 방송.
- 2000년 10월 12일 : 《소설목민심서》종영.
- 2000년 10월 13일 : 《VJ특공대》를 KBS 2TV로 채널 변경. 금요일 밤 21시 50분 방송.
- 2000년 10월 14일 : 《KBS 오늘의 경제》토요일로 이동. 21시 55분방송.
- 2000년 10월 15일 : 《한국이 보인다》방송 시작 및《영상기록 병원 24시》KBS 2TV 일요일 밤 0시 50분 방송.
- 2000년 10월 18일 : 《천둥소리》방영 시작.
- 2001년 3월 3일 : KBS 2TV 로고송 변경 "좋은 방송 밝은 세상 KBS 한국방송"
- 2001년 4월 12일 : 《천둥소리》종영.
- 2001년 4월 22일 : 《시사터치 코미디파일》일요일 마지막방송. 봄 개편에 따라 수요일로 이동.
- 2001년 4월 26일 : 《혼자서도 잘해요》와《테마쇼 인체여행》종영.
- 2001년 4월 28일 : KBS 2TV 로고송 변경 "좋은 방송 밝은 세상 KBS 한국방송" 《자유선언 오늘은 토요일》과 《비디오 챔피언》,《공개수배 사건 25시》 종영.
- 2001년 4월 29일 : 《시네마 데이트》와 《한국이 보인다》종영 및 《영상기록 병원 24시》일요일 마지막방송. 봄 개편에 따라 KBS 1TV로 채널 변경.
- 2001년 4월 30일 : KBS 2001 봄 개편 (KBS 2TV) 실시.
- 2001년 5월 2일 : 《특종! 사건파일》방송 시작 및 《시사터치 코미디파일》수요일 밤 23시에 방송. 《명성황후》방송 시작 및 수목드라마 재개.
- 2001년 5월 4일 : 《도전! 골든벨》 저녁 6시 30분 ~ 7시 30분 방송시간 변경.
- 2001년 5월 5일 : 《쇼 여러분의 토요일》방송 시작.
- 2001년 5월 9일 :《명성황후》방송 시작.
- 2001년 10월 31일 : 《특종! 사건파일》 종영.
- 2001년 11월 1일 :《야!한밤에》목요일 마지막방송. 수요일로 이동.
- 2001년 11월 2일 : 《KBS 뉴스 4(2TV)》2TV 마지막 방송으로 이후 1TV로 변경,《도전! 골든벨》 <경남 거창대성고등학교 - 최종문제:47번> , KBS 2TV 마지막 방송 (KBS 1TV로 채널 이전 및 일요일 저녁으로 방송 시간 변경(KBS 1TV)(현재 방영 중단), 및 《인간극장》 마지막 방송. 월요일 저녁으로 방송 KBS 1TV로 채널 변경.《동화나라 꿈동산》종영.
- 2001년 11월 3일 : 《생방송 오늘》과 《쇼 여러분의 토요일》종영.《KBS 오늘의 경제》 토요일 마지막 방송. 금요일로 이동. KBS 1TV로 채널 변경.
- 2001년 11월 4일 : 《KBS스포츠뉴스 주말》 종영.
- 2001년 11월 5일 : KBS 2001 가을 개편 (KBS 2TV) 실시,《뉴스투데이 (KBS 2TV)》가 《KBS 뉴스네트워크》와 통합, 《KBS 뉴스 7 (2TV)》으로 명칭 변경 및 KBS 뉴스 (2TV)(저녁 6시)(진행자 故 박태남 아나운서), 《생방송 세상의 아침》, 《톡톡 이브닝》 방송 개시.
- 2001년 11월 7일 : 《203 특별수사대》 방송 시작 및 《야!한밤에》수요일로 변경.
- 2001년 11월 8일 : 《해피투게더》 방영 개시.
- 2001년 11월 9일 : 《실패열전 장밋빛 인생》 방영 개시.
- 2001년 11월 10일 : 《자유선언 토요대작전》방송 시작.
- 2001년 12월 30일 : 《디즈니 만화동산》 종영.
- 2001년 12월 31일 : 지상파 디지털 텔레비전 방송 개시.
- 2002년 1월 11일 : KBS 뉴스 (2TV)(저녁 6시) 종영(진행자 故 박태남 아나운서).
- 2002년 1월 14일 : 《톡톡 이브닝》 방송시간 10분 확대로 1시간 방송 (저녁 6시 ~ 7시)
- 2002년 3월 1일 : 《실패열전 장밋빛 인생》 종영.
- 2002년 3월 8일 : 《스타 집현전》 방영 개시.
- 2002년 3월 26일 : 《시사터치 코미디파일》 종영.
- 2002년 3월 30일 : 《사랑의 가족》 마지막방송. 2002 봄 개편에 따라 KBS 1TV로 이동.[34] 《이소라의 프로포즈》종영.
- 2002년 4월 1일 : KBS 2002 봄 개편 (KBS 2TV) 실시, 《주주클럽》방영 시작.
- 2002년 4월 6일 : 《윤도현의 러브 레터》 방영 개시.
- 2002년 7월 21일 : 《디즈니 만화동산》 방영 재개.
- 2002년 8월 4일 : 《쇼! 행운열차》(점보 주택복권) 추첨.
- 2002년 8월 6일 : 《서세원쇼》 종영.
- 2002년 8월 21일 : 《203 특별수사대》 종영.
- 2002년 9월 3일 : 《VJ특공대》MC 진행자 황수경 前 아나운서 2002년 한국방송대상 아나운서상 수
- 2002년 10월 25일 : 《풍물기행 세계를 가다》마지막 방송. 토요일 밤으로 방송 KBS 1TV로 채널 변경.
- 2002년 10월 27일 : 《디즈니 만화동산》일요일 마지막방송. 목요일로 이동.
- 2002년 10월 28일 : KBS 2002 가을 개편 (KBS 2TV) 실시, 《KBS 뉴스 7 (2TV)》이 KBS 뉴스네트워크와 분리, 《KBS 뉴스 8》로 명칭 환원. 《인간극장》 KBS 2TV로 채널 이동.
- 2002년 10월 31일 : 《디즈니 만화동산》목요일 오후 17시 30분 방송.
- 2002년 11월 3일 : 《기적체험! 구사일생》 방영 시작.
- 2002년 11월 26일 : 《KBS 뉴스 8》앵커 황정민 아나운서의 생방송에서 <여중생 장갑차 사망사고> 관련으로 시청자 항의로 인하여 앵커 하차
- 2002년 12월 2일 : 《KBS 뉴스 8》앵커 공정민 前 아나운서 교체
- 2003년 5월 16일 : 《스타집현전》 종영.
- 2003년 5월 27일 : 《긴급구조 119》 부활.
- 2003년 6월 18일 : 《야!한밤에》 종영.
- 2003년 6월 19일 : 《디즈니 만화동산》목요일 마지막방송. 금요일로 이동. 《기적체험! 구사일생》 종영.
- 2003년 6월 23일 : 《KBS 뉴스(2TV)》OP 변경,
- 2003년 6월 25일 : 《퍼즐 챔피언》 방송 개시.
- 2003년 6월 27일 : 《디즈니 만화동산》금요일 오후 17시 30분 방송.
- 2003년 6월 29일 : 《비타민》방영 개시.
- 2003년 10월 27일 : 《주주클럽》 월요일 마지막 방송. 토요일로 이동 및 KBS 1TV로 채널 변경.
- 2003년 10월 28일 : 《긴급구조 119》 종영.
- 2003년 10월 31일 : 《행복채널》 종영.
- 2003년 11월 1일 : 《자유선언 토요대작전》종영.
- 2003년 11월 2일 : 《슈퍼TV 일요일은 즐거워》 종영.
- 2003년 11월 3일 : 《여유만만》, 《생방송 시사투나잇》 방송 개시.
- 2003년 11월 4일 : 《대한민국 1교시》 방영 시작.
- 2003년 11월 5일 : 《퍼즐 챔피언》에서 《우리말 겨루기》로 변경.
- 2003년 11월 8일 : 《스펀지》 방송 개시.
- 2003년 11월 9일 : 《좋은나라 운동본부》KBS 2TV로 복귀. 일요일 오후 17시 방송.《일요일은 101%》방송 개시.
- 2003년 12월 1일 : KBS 2TV 방송 프로그램 방송 중 상단 오른쪽에서 왼쪽 로고 표시 위치 변경(KBS2), KBS 2TV 뉴스프로그램 방송 중 상단 오른쪽의 로고 복귀(KBS → KBS2) (2TV 뉴스 프로그램은 굵은 글자 로고 표시) 오른쪽 로고 표시 스포츠중계만(KBS2) 상단.
- 2003년 12월 28일 : 《쇼! 행운열차》(다첨식 주택복권 - 또또복권)(제91회 2차 까지) 추첨 방송 종료.
- 2004년 1월 4일 : 《싱싱 일요일》 방송 시작.
- 2004년 3월 1일 ~ 3월 5일 : 《인간극장》<마이크의 전사들> 방영 (이 출연자는 30기 KBS 아나운서 前 고민정, 前 박지윤 현직 김진희, 최동석, 박태원가 출연함)
- 2004년 5월 3일 : 《KBS 뉴스 8》이 《KBS 8 뉴스타임》으로 명칭 변경.
- 2004년 9월 13일 : 《일요일은 101% - 골목의 제왕》이라는 코너에서 성우 장정진이 떡을 먹는 게임을 하다가 질식사하는 사건이 일어났다. 안전성 문제가 거른된 이후에, 종영 이후 《해피선데이》 프로그램 방송 시작.
- 2004년 10월 20일 : 《우리말 겨루기》 KBS 2TV 마지막 방송.(KBS 1TV로 채널 변경)
- 2004년 10월 24일 : 《대한민국 1교시》화요일 마지막방송. 토요일로 이동
- 2004년 10월 26일 : 《쇼! 행운열차》 종영.
- 2004년 11월 1일 : 《KBS 뉴스 (745)》가 《KBS 아침뉴스타임》으로 확대 개편. 《생생 건강테크》방영 시작.《사랑의 가족》이 주말에서 평일 오후로 이동 및 《KBS 오늘의 경제》를 KBS 2TV로 복귀. 《일요일은 101% - 골목의 제왕》 이후 《해피선데이》 프로그램 방송 시작
- 2004년 11월 2일 : 《무한지대 큐》방영 시작.
- 2004년 11월 6일 : 《행복한 밥상》방송 시작 및《대한민국 1교시》토요일 저녁 17시 50분 방송 및《공개수사 실종》신설 및 방송 개시.
- 2004년 11월 7일 : 안전성 문제가 거론됨에 따라서 《일요일은 101%》 종영 1주일 후 《해피선데이》와 《스타 골든벨》 방영 개시 및 《주주클럽》을 KBS 2TV로 채널 복귀.
- 2005년 3월 26일 : 《공개수사 실종》 종영.
- 2005년 4월 29일 : 《꼬꼬마 텔레토비》 종영.
- 2005년 4월 30일 : 《대한민국 1교시》 종영. 《공개수사 실종》 종영.
- 2005년 5월 1일 :《TV는 사랑을 싣고》일요일 마지막방송. KBS 1TV로 채널 변경.
- 2005년 5월 8일 : 《KBS 일요뉴스타임》 방송 개시.
- 2005년 7월 9일 : 《위기탈출 넘버원》 방송 개시.
- 2005년 10월 28일 :《KBS 오늘의 경제》(KBS 2TV) 마지막방송. (KBS 1TV)로 채널 변경. 《생생 건강테크》종영.
- 2005년 10월 29일 : 《행복한 밥상》종영.
- 2005년 10월 30일 : 《도전 지구탐험대》 종영 및 《스타 골든벨》일요일 마지막 방송. 토요일로 이동.
- 2005년 11월 5일 : 《스타골든벨》 토요일로 변경 및 오후 17시 40분 방송.
- 2005년 11월 6일 : 《좋은사람 소개시켜줘》방송 시작.
- 2005년 12월 1일 : 지상파 DMB 방송 개시(채널명: U-KBS HEART). 평일 낮 방송 개시(평일: 19시간 30분, 주말 : 20시간 ~ 21시간), KBS 뉴스 수화방송 (2TV) 장소를 일반 뉴스 스튜디오에서 별도로 분리하여 방영 개시.
- 2005년 12월 30일 : 《KBS 가요대상》종영.
- 2006년 1월 20일 : 《디즈니 만화동산》 종영.
- 2006년 3월 13일 : 《그랑프리쇼 여러분》 방영 개시.
- 2006년 3월 19일 : 《가치대발견 보물찾기》 방영 시작.
- 2006년 11월 19일 : 《좋은사람 소개시켜줘》와《가치대발견 보물찾기》종영.《좋은나라 운동본부》 일요일 마지막방송. 금요일로 이동.
- 2006년 11월 24일 : 《오천만의 일급비밀》방송 시작 및《좋은나라 운동본부》금요일 밤 20시 55분 방송.
- 2006년 11월 25일 : 《영화가 좋다》 방송 개시.
- 2006년 11월 26일 : 《미녀들의 수다》 방영 시작.
- 2006년 12월 30일 : 《KBS 가요대상》이 《KBS 가요대축제》로 변경.
- 2007년 4월 23일 : 《그랑프리쇼 여러분》 종영.
- 2007년 4월 30일 : '2007 KBS TV 봄 프로그램 개편 설명회'의 KBS 아나운서의 《척 보면 압니다》 - MC 백승주 등, 서울 프레스센터에서 거행함.
- 2007년 3월 1일 : 《사랑의 가족》을 KBS 1TV로 이동.
- 2007년 4월 27일 : 《오천만의 일급비밀》금요일 마지막 방송. 화요일로 이동 및 KBS 1TV로 채널 변경.
- 2007년 4월 30일 : 《TV유치원 하나둘셋》 KBS 2TV로 채널 복귀.
- 2007년 5월 1일 : 《1 대 100》 방송 개시.
- 2007년 5월 3일 : 《특명 공개수배》 방송 개시.
- 2007년 8월 5일 : 《1박 2일》 방송 개시
- 2007년 11월 3일 : 《토요명화》 종영. 제작 KBS미디어
- 2007년 11월 10일 : 《KBS 프리미어》 방영.
- 2007년 11월 15일 : 다오배찌 붐힐대소동 방송개시.
- 2008년 3월 23일 : 《오천만의 일급비밀》 종영.
- 2008년 3월 27일 : 《특명 공개수배》 종영.
- 2008년 3월 28일 : 《좋은나라 운동본부》 금요일 마지막방송. 수요일로 이동.
- 2008년 3월 29일 : 《KBS 드라마시티》 종영.
- 2008년 3월 30일 : 《비타민》 일요일 마지막방송. 금요일로 이동.
- 2008년 3월 31일 : KBS 2008 봄 개편 (KBS 2TV) 실시 및《KBS 8 뉴스타임》이 《KBS 뉴스 (1800)》와 통합, 《KBS 6 뉴스타임》으로 명칭 변경, 《KBS 월드뉴스》 방송 개시.
- 2008년 4월 2일 : 《좋은나라 운동본부》수요일 밤 20시 55분 방송.
- 2008년 4월 4일 : 《비타민》금요일 밤 20시 55분 방송.
- 2008년 5월 11일 : 다오배찌 붐힐대소동 종영.
- 2008년 5월 29일 : 《KBS 드라마시티》종영.
- 2008년 9월 22일 ~ 9월 25일 : 《인간극장》<어느 날 갑자기> 방영 이후 본인의 불찰로 출연자의 허위 사실로 허위 제보로 4부를 끝으로 막을 내림.
- 2008년 11월 12일 : 《추적 60분》 마지막방송. KBS 1TV로 이동. 《좋은나라 운동본부》종영.
- 2008년 11월 13일 : 《KBS 월드뉴스》,《생방송 시사투나잇》종영.
- 2008년 11월 14일 : 《윤도현의 러브레터》 종영.
- 2008년 11월 17일 : KBS 2008 가을 개편 (KBS 2TV) 실시, 《KBS 6 뉴스타임》이 《KBS 8 뉴스타임》으로 명칭 환원, 《생방송 시사360》방영 개시.
- 2008년 11월 19일 : 《소비자 고발》을 KBS 2TV로 채널 변경.
- 2008년 11월 21일 : 《이하나의 페퍼민트》 방영 시작.
- 2008년 11월 22일 : 《KBS 프리미어》 종영.
- 2009년 2월 28일 : 《도전! 주부가요스타》 종영.
- 2009년 4월 17일 : 《인간극장》과 《TV유치원 하나둘셋》 KBS 2TV 마지막방송. KBS 1TV로 채널 이동. 《이하나의 페퍼민트》종영.
- 2009년 4월 19일 : 《주주클럽》 종영.
- 2009년 4월 20일 : 《리빙쇼 당신의 여섯시》 방송 시작.
- 2009년 4월 24일 : 《코미디쇼 희희낙락》과 《유희열의 스케치북》 방송 시작.
- 2009년 4월 25일 : 《천하무적 토요일》방송 시작.
- 2009년 8월 16일 : 《KBS 일요뉴스타임》 수화 방송 실시.
- 2009년 10월 14일 : 《소비자 고발》 KBS 2TV 마지막방송. KBS 1TV로 채널 이동.
- 2009년 10월 15일 : 《생방송 시사360》 종영.
- 2009년 10월 16일 : 《코미디쇼 희희낙락》 종영.
- 2009년 10월 17일 : 《생방송 세상의 아침》 종영.
- 2009년 10월 19일 : 《생방송 오늘》, 《생방송 세계는 지금》 부활.
- 2009년 10월 21일 : 《추적 60분》을 KBS 2TV로 채널 변경.
- 2009년 10월 23일 : 《청춘불패》 방송 시작.

#### 디지털 시대
- 2010년 1월 10일 : 《다큐멘터리 3일》(KBS 2TV)로 채널 이동. 일요일 밤 22시 25분 방송.
- 2010년 1월 16일 : 《세대공감 토요일》 방송 시작.
- 2010년 2월 2일 : 《김승우의 승승장구》 방영 개시.
- 2010년 5월 3일 : 《미녀들의 수다》 종영.
- 2010년 5월 6일 : 《무한지대 큐》 종영.
- 2010년 5월 7일 : 《KBS 8 뉴스타임》 종영.
- 2010년 5월 10일 : 《KBS 뉴스타임》 방송 개시 및 《TV유치원 하나둘셋》 KBS 2TV로 채널 복귀《해피버스데이》방송 개시.
- 2010년 5월 14일 : 《누가누가 잘하나》 KBS 2TV로 채널 변경.
- 2010년 5월 15일 : 《KBS 드라마 스페셜》 부활.
- 2010년 5월 16일 : 《싱싱 일요일》 부활.
- 2010년 11월 15일 : 《해피버스데이》 종영.
- 2010년 11월 20일 : 《스타골든벨》 종영.
- 2010년 11월 22일 : 《대국민 토크쇼 안녕하세요》 방송 개시.
- 2010년 11월 27일 : 《스쿨 버라이어티 백점만점》 방영 시작.
- 2010년 12월 24일 : 《청춘불패》 종영.
- 2010년 12월 25일 : 《천하무적 토요일》종영.
- 2011년 1월 1일 : KBS 2011년 대개편. KBS 2TV 방송 프로그램 방송 중 첫 HD 도전 상단 왼쪽에서 오른쪽 로고 표시 위치 변경(KBS2), KBS 2TV 뉴스프로그램 방송 중 상단 오른쪽에서 왼쪽 표시 변경(KBS2) (2TV 뉴스 프로그램은 굵은 글자 로고 표시)
- 2011년 1월 2일 : 《영상앨범 산》KBS 2TV로 채널 복귀. 일요일 아침 7시 45분 방송.
- 2011년 1월 6일 : 《체험 삶의 현장》 목요일 저녁으로 이동.
- 2011년 5월 19일 : 《체험 삶의 현장》 목요일 마지막방송.
- 2011년 5월 28일 :《생방송 오늘》 종영.
- 2011년 5월 30일 :《굿모닝 대한민국》 방영 개시.
- 2011년 6월 4일 : 《체험 삶의 현장》 목요일에서 토요일로 이동 및《불후의 명곡 전설을 노래하다》와 《자유선언 토요일》방송 개시.
- 2011년 9월 19일 : 《여유만만》 <2011 신입 아나운서 시험 합격의 비결!> (KBS 공채 38기 아나운서 한상헌, 前 김민정, 정지원, 이슬기, 조충현 출연)
- 2011년 11월 3일 : 《리빙쇼 당신의 여섯시》 종영.
- 2011년 11월 7일 :《세상의 모든 다큐》 방송 개시 및 《KBS 아침뉴스타임》 남자 진행자 변경. (최문종 기자)
- 2011년 11월 12일 : 《퀴즈 대한민국》 방송채널이 1TV에서 2TV로 이동
- 2012년 2월 25일 : 《체험 삶의 현장》 종영. 《자유선언 토요일》종영. 《퀴즈 대한민국》 2TV 마지막 방송, 이후 1TV로 재복귀.
- 2012년 3월 5일 : KBS 2TV 방송 프로그램 방송 중 오른쪽 로고 표시 및 KBS 2TV 뉴스프로그램 방송 중 상단 오른쪽에서 표시 통폐합(KBS2)
- 2012년 3월 31일 : 《자유선언 토요일》종영.
- 2012년 9월 17일 : 《지구촌 뉴스》 수화 방송 실시.
- 2012년 9월 21일 : 《스펀지》 종영.
- 2012년 11월 18일 : 《싱싱 일요일》 종영.
- 2012년 11월 24일 :《인간의 조건》 방영 시작.
- 2013년 1월 15일 : 《김승우의 승승장구》 종영.
- 2013년 4월 8일 : KBS 아침뉴스타임 진행자 변경. (양영은 기자, 최동석 아나운서)
- 2013년 4월 9일 : 《우리동네 예체능》 방영.
- 2013년 6월 12일 : 광주광역시 전라남도, 전라북도에서 지상파 디지털 텔레비전 주파수 재배치를 실시.
- 2013년 7월 17일 : 남부지방 일원에서 지상파 디지털 텔레비전 주파수 재배치를 실시.
- 2013년 8월 14일 : 중부지방 일원에서 지상파 디지털 텔레비전 주파수 재배치를 실시.
- 2013년 8월 31일 : 《세대공감 토요일》 종영.
- 2013년 10월 21일 : 《KBS 2시 뉴스타임》개편, 오후 3시 → 오후 2시로 방송시간 변경.
- 2013년 11월 3일 :《슈퍼맨이 돌아왔다》 방송 시작(해피선데이)
- 2014년 1월 2일 : 《TV유치원 파니파니》 종영.
- 2014년 4월 ~ 5월 : 세월호 침몰 사고 및 KBS 노조 파업의 여파로 일부 프로그램 중단.
- 2014년 12월 31일 : 《굿모닝 대한민국》 종영.
- 2015년 1월 9일 : 《세상은 넓다》KBS 2TV로 채널 변경. 금요일 오후 5시 40분 방송.
- 2015년 3월 2일 : KBS 봄개편으로 KBS 2TV의 뉴스 진행자 변경,《KBS 아침뉴스타임》 OP 변경(8 숫자 모양) 및 15분 방송시간 단축, 《지구촌 뉴스》 오언종 아나운서 남자 새 앵커 변경 《2TV 아침》 방송 개시, 《여유만만》 진행자 3명 → 2명 변경 및 새 MC 2명 진행자 변경 (조영구 방송인, 이정민 아나운서)
- 2015년 4월 3일 : 《세상은 넓다》 종영.
- 2015년 7월 27일 : 《TV유치원》 부활.
- 2015년 8월 16일 : 《KBS 일요뉴스타임》 종영.
- 2015년 8월 17일 : 《KBS 2시 뉴스타임》수화 방송 실시.
- 2015년 8월 31일 : 《2TV 생생정보》 방송 개시. 《2TV 아침》 진행자 변경으로 진행자 3명 → 2명 축소 변경 및 새 MC(한상헌, 이지연(小) 아나운서)
- 2015년 9월 6일 : 《KBS 재난방송센터》방송 개시.
- 2015년 10월 5일 : 《2TV 생생정보》방송 개시.
- 2016년 3월 25일 : 《인간의 조건》종영.
- 2016년 4월 11일 : 《위기탈출 넘버원》 종영.
- 2016년 4월 16일 : 《배틀트립》 방송 개시.
- 2016년 4월 22일 :《2TV 아침》 종영.
- 2016년 4월 25일 : 방송 시작을 오전 7시 01분에서 오전 05시 31분로 변경, 《생방송 아침이 좋다》 방송 개시(전신 2TV 아침의 진행자였던 한상헌, 이지연(小) 아나운서가 그대로 진행함). 《여유만만》 진행자 2명 → 3명 복귀 및 새 MC 1명으로 3명 진행자 변경(1명은 김승휘 아나운서) (조영구 방송인, 김승휘, 이정민 이상 아나운서), 《지구촌 뉴스》 김기만 아나운서 남자 새 앵커 변경
- 2016년 7월 25일 : 《KBS 6시 뉴스타임》 재신설.
- 2016년 9월 1일 : 《주간연예수첩》 방영(KBS 아침뉴스타임의 코너로 방송되었음).
- 2016년 10월 4일 : 《우리동네 예체능》 종영.
- 2016년 10월 10일 : 새 슬로건 선포. (TV는 2TV가 재미있습니다, TV는 eTV가 재미있습니다) 《제보자들》 방송 개시.
- 2017년 3월 30일 : 《KBS 6시 뉴스타임》종영.
- 2017년 4월 3일 : 《KBS 경제타임》 신설.
- 2017년 5월 22일 : 《KBS 아침뉴스타임》여자 앵커 변경(박은영 前 아나운서)(5월 21일 ~ 5월 27일, 역대 103일의 최단 여성 진행자)
- 2017년 5월 29일 : KBS 2TV 프로그램 부분 조정

#### UHD 시대
- 2017년 5월 31일 : UHD 방송 개시. UHD 소유권 KBS MBC EBS SBS OBS SMB 함께한다. 《KBS 경제타임》 신설. KBS 2TV 프로그램 부분 조정
- 2017년 9월 1일 : 《KBS 아침뉴스타임》공영방송 총파업으로 중단으로 인하여 이후 다큐멘터리 3일 (재방송) 편성
- 2017년 9월 4일 ~ 2017년 10월 5일 : 2017년 대한민국 KBS 파업으로 인하여 여파로 일부 임시 진행(2TV 뉴스 포함)으로 대체 및 해당 2TV 프로그램 결방으로 인하여 중단 · 방송시간 단축 및 종료.
- 2017년 10월 6일 : 《KBS 아침뉴스타임》 5개월만에 방송 재개, 백승주 아나운서 여자 새 앵커
- 2017년 12월 31일 : 《2017년 KBS 연예대상》이 《2017년 KBS 연기대상》로 변경
- 2018년 2월 5일 : 《KBS 아침뉴스타임》 파업으로 인하여 5개월만에 방영 재개 2명 중 1명의 백승주 아나운서 여자 새 앵커로 아쉽게 이름 부르지 못했음
- 2018년 2월 8일 ~ 2월 28일 : 평창올림픽 주관방송의 《여기는 평창》 중계방송 실시.
- 2018년 3월 5일 : 《생방송 아침이 좋다》 여자 진행자 MC 변경(이혜성 前 아나운서 - 2년 만의 본사로 복귀 및 역대 MC 중 최단기간 2개월 진행자)
- 《KBS 아침뉴스타임》 오언종 아나운서 남자 새 앵커로 KBS 아나운서 2명 진행 (2명 중 1명의 여자MC 변경 아님 및 그대로 유지함)
- 2018년 6월 4일 : 《생방송 아침이 좋다》 진행자 MC(남자 추가,여자) 변경 및 진행자 2명 → 3명 추가(강승화 추가, 정지원 아나운서 변경), 《여유만만》 여자 진행자 변경(정다은 아나운서),《2TV 생생정보》 남자 MC(오승원 아나운서) 와 여자 MC 진행자 변경. (이지연(小) 아나운서) 한국방송공사 월화드라마가 2회 연속 방송 시작.
- 2018년 6월 7일 : 《누가누가 잘하나》 2명 진행자(KBS 43기 공채 아나운서) 교체로 이혜성 前 아나운서와 함께 진행한 김종현 아나운서
- 2018년 6월 29일 : 《연예가 중계》여자 MC 진행자 변경(이혜성 前 아나운서)
- 2018년 7월 4일 : 한국방송공사 수목드라마가 2회 연속 방송 시작.
- 2018년 7월 13일 : 《여유만만》 종영.
- 2018년 7월 16일 : 《그녀들의 여유만만》 방영.
- 2018년 8월 5일 : KBS 홈페이지 개편으로 최적화로 2TV 프로그램 과거 종영 프로그램과 방영 프로그램의 다시보기 일부 삭제 및 종영 프로그램 삭제(일부 2012년 ~ 2016년, 2017년 ~ 이후 ) 기준
- 2018년 9월 3일 : 《생방송 아침이 좋다》 진행자 MC(남자,여자) 변경 및 진행자 3명 → 2명 축소 변경(강승화, 정지원 아나운서)
- 2018년 9월 5일: 《추적 60분》 KBS 2TV 마지막 방송. (KBS 1TV)로 채널 이전 및 금요일 밤으로 방송 시간 변경)
- 2018년 9월 7일 : 《VJ특공대》 종영.
- 2018년 9월 15일 : 주말연속극이 2회 연속 편성 시작.
- 2018년 9월 17일 : 《지구촌 뉴스》 조항리 아나운서 남자 새 앵커 변경, 《KBS 글로벌 24》김지원 아나운서 여자 새 앵커 변경.
- 2018년 9월 21일 : 《꿀잼 퀴즈방》방영 시작.
- 2018년 11월 7일 : 《옥탑방의 문제아들》방송 시작.
- 2018년 11월 24일 : 《삼청동 외할머니》 방송 시작
- 2018년 12월 18일 : 《1대 100》종영. 종영 이후 홈페이지의 다시보기 일부 전면 삭제.
- 2018년 12월 22일 : 《2018 KBS 연예대상》특집 방영 이후 홈페이지의 다시보기 일부 전면 삭제로 인하여 이 중에서 다시보기 리스트 목록이 나와있지 않았음.
- 2019년 1월 25일 : 《생방송 아침이 좋다》 진행자 여자 MC 변경(이승현 아나운서)
- 2019년 2월 8일 : 《유희열의 스케치북》토요일 마지막 방송. 금요일로 이동. 근처에 돌비 5.1채널 발사.
- 2019년 2월 15일 : 《유희열의 스케치북》금요일 밤 11시 20분 방송.
- 2019년 2월 19일 : 《삼청동 외할머니》 종영
- 2019년 4월 3일 : 《옥탑방의 문제아들》수요일 마지막방송. 월요일로 이동.
- 2019년 4월 8일 : 《옥탑방의 문제아들》월요일 밤 8시 50분 방송.
- 2019년 4월 21일 : 《해피선데이》 종영.
- 2019년 4월 28일:《사장님 귀는 당나귀 귀》 방송 시작
- 2019년 4월 29일 : 《KBS 아침뉴스타임》 OP 변경(보라색 모양 글자)(8 숫자 모양) 및 스튜디오 새단장 변경 및 2명의 남성과 모두 진행자 변경 취소(백승주, 오언종 아나운서의 2명의 아나운서가 이후 1년 2개월까지 진행함)
- 2019년 5월 10일 : 《꿀잼 퀴즈방》종영.
- 2019년 8월 30일 : 《그녀들의 여유만만》 종영.
- 2019년 9월 1일 : 《다큐멘터리 3일》일요일 마지막방송. KBS 1TV로 채널 변경. 금요일 밤 22시 방송.
- 2019년 9월 2일 : 2019년 KBS 가을편성변경 《KBS 3시 뉴스타임》이 평일 오후 2시 → 오후 3시로 환원 및 복귀 《무한리필 샐러드》방송 시작. 《거리의 만찬》이 KBS 2TV로 채널 이동.《다큐멘터리 3일》이 KBS 1TV로 이동.
- 2019년 9월 30일 : 《대국민 토크쇼 안녕하세요》 종영.
- 2019년 10월 25일 :《신상출시 편스토랑》방송 시작.
- 2019년 10월 16일 ~ 2019년 10월 25일 :《KBS 아침뉴스타임》 임시 진행자 변경으로 다른 남자 아나운서 앵커 없이 단독 과거 앵커로 했던것을 진행함 (남자 - 최동석 아나운서)
- 2019년 11월 4일 : 《개는 훌륭하다》 방영.
- 2019년 11월 13일 : KBS 비상경영계획 2019 가을개편 실시 12월 2일 (월) 부터
- 2019년 11월 25일 : 《KBS 아침뉴스타임》2명의 남성과 모두 진행자 변경 취소(백승주, 오언종 아나운서의 2명의 아나운서가 이후 8개월까지 진행함)
- 2019년 11월 29일 : 《KBS 드라마 스페셜》과 《연예가 중계》 종영.
- 2019년 12월 7일 : 《개그콘서트》가 2001년 이후 18년만에 다시 토요일 밤으로 복귀.
- 2019년 12월 8일 : 《1박 2일》 시즌 4로 방영 재개.
- 2019년 11월 28일 : 《누가누가 잘하나》 여자 진행자(MC) 마지막 - 기존 KBS의 여자 아나운서의 마지막 진행자 (박지원 아나운서(이후 1년 경과))
- 2019년 12월 19일 : 《누가누가 잘하나》 여자 진행자(MC) 변경 기존 KBS의 여자 아나운서 아닌 외국인으로 진행자 변경 (캠벨 에이시아 - 현재 1년 경과 이상 진행중)
- 2020년 1월 7일 : 《날아라 슛돌이 - 뉴 비기닝》 방영.
- 2020년 2월 3일 ~ 2월 21일 :《KBS 3시 뉴스타임》진행자 변경(신성원 아나운서)으로 최단기간 진행자
- 2020년 2월 24일 :《2TV 생생정보》 남자 MC(이재성 아나운서) 진행자 변경.
- 2020년 3월 8일 : 《거리의 만찬》 종영.
- 2020년 2월 29일: 《개그콘서트》 토요일 마지막방송. 금요일로 이동.
- 2020년 4월 2일 : 《해피투게더》 종영.
- 2020년 4월 3일 : 《배틀트립》 종영.
- 2020년 4월 10일 : 《개그콘서트》 금요일 저녁 8시 30분으로 이동.
- 2020년 4월 20일 : 《KBS 아침뉴스타임》2명의 남성과 모두 진행자 변경 취소(백승주, 오언종 아나운서의 2명의 아나운서가 이후 2개월까지 진행함)
- 2020년 4월 25일 : 《악(樂)인전》및 《스튜디오 K》방영.
- 2020년 6월 23일 : 《날아라 슛돌이 - 뉴 비기닝》화요일 마지막방송. 월요일로 이동.
- 2020년 6월 25일 : 《KBS 글로벌 24》 종영.
- 2020년 6월 26일 : 《개그콘서트》 종영
- 2020년 6월 29일 ~ 7월 3일 : 《KBS 아침뉴스타임》 방송 일시 중단
- 2020년 6월 29일 : KBS 부분조정 개편(2TV) 실시.《날아라 슛돌이 - 뉴 비기닝》가 월요일 저녁 8시 30분으로 이동.《옥탑방의 문제아들》월요일 마지막방송. 화요일로 이동.
- 2020년 6월 30일 : 《노래가 좋아》가 KBS 2TV로 채널 이동 및 화요일 저녁 8시 30분 방송.
- 2020년 7월 1일 : 《박원숙의 같이 삽시다 2》방영.
- 2020년 7월 3일 :《생방송 아침이 좋다》와 《무한리필 샐러드》종영. 《연예가 중계》종영 8개월 이후 《연중 라이브》(MC 남자 - 이휘재, 이현주 아나운서)로 개편.
- 2020년 7월 5일 :《다큐멘터리 3일》이 KBS 2TV로 채널 환원 및 일요일 밤 23시 5분으로 이동.
- 2020년 7월 6일 : 《생방송 아침이 좋다》와 《무한리필 샐러드》가 《굿모닝 대한민국 라이브》로 통합, 확대 개편, 《KBS 경제타임》이 《통합뉴스룸ET》로 확대 개편.《날아라 슛돌이 - 뉴 비기닝》 종영. 《KBS 아침뉴스타임》 방송 재개 및 방송 분량이 15분으로 단축, 2년 2개월 만의 진행자 교체(신성원 아나운서- 여성은 2년 6개월(약 882일여간) 만에 여성 앵커 변경)로 남자 앵커(기자/아나운서) 없이 여자 앵커 단독 진행과 수화방송 개시.《KBS 3시 뉴스타임》4개월 만의 방송 재개 및 진행자 변경(김윤지 아나운서)
- 2020년 7월 7일 :《옥탑방의 문제아들》 화요일 밤 10시 40분 이동.
- 2020년 7월 20일 : 《퀴즈 위의 아이돌》 신설.
- 2020년 7월 25일 : 《악(樂)인전》종영.
- 2020년 9월 2일 : 《제보자들》종영.
- 2020년 9월 3일 : 《땅만빌리지》방송 시작.
- 2020년 9월 9일 : 밤 8시 30분 방송.《TV는 사랑을 싣고》 재부활.
- 2020년 9월 17일 : 《투페이스》 방영.
- 2020년 9월 28일 : 《퀴즈 위의 아이돌》월요일 마지막방송. 토요일로 이동.
- 2020년 9월 29일 : 《지구촌 뉴스》 조항리 아나운서 마지막 남자 앵커
- 2020년 10월 2일 : 《전교톱10》 특별 방영.
- 2020년 10월 5일 : 《지구촌 뉴스》 김기만 아나운서 남자 새 앵커 변경, 《전교톱10》월요일 밤 8시 30분 정규 방영 이동
- 2020년 10월 10일 : 《퀴즈 위의 아이돌》 토요일 오전 11시 30분 방송.
- 2020년 11월 3일 : 《땅만빌리지》방영.
- 2020년 11월 7일 : 《KBS 드라마 스페셜》방영.
- 2020년 11월 12일 : 《투페이스》 종영.
- 2020년 11월 26일 : 《주간연예수첩》 종영.
- 2020년 12월 3일 : 《놓친 예능 따라잡기》방송 시작.
- 2020년 12월 5일 : 《트롯전국체전》 방영시작.
- 2020년 12월 5일 : 《퀴즈 위의 아이돌》종영.
- 2020년 12월 14일 : 《전교톱10》 종영.
- 2020년 12월 23일 : 《박원숙의 같이 삽시다 2》 종영
- 2021년 2월 1일 : 《박원숙의 같이 삽시다 3》 방영.
- 2021년 2월 4일 : 《땅만빌리지》 종영.
- 2021년 2월 18일 : 《수미산장》 방송 시작.
- 2021년 2월 20일 : 《트롯전국체전》 종영.
- 2021년 3월 4일 : 《환경스페셜》 방영.
- 2021년 3월 6일 : 《영화가 좋다》 여자 MC 진행자 4년 만에 변경 (박소현 아나운서)
- 2021년 3월 8일 : 《2TV 생생정보》 여자 MC 진행자 2년 9개월 만에 2명 동시 변경 (이선영, 정지원 아나운서)
- 2021년 5월 1일 : 《류수영의 동물티비》방송 시작.
- 2021년 5월 6일 : 《수미산장》 종영.
- 2021년 5월 31일 : KBS 2TV 디자인 새단장.
- 2021년 6월 28일 : 《KBS 아침뉴스타임》 방송 시간 변경 및 분량 5분 확대(현재 앵커 신성원 아나운서(여자) 및 수화방송) 9시 ~ 9시 20분 방송시간 변경, 《백종원 클라쓰》방송 시작.
- 2021년 6월 30일 : 《TV는 사랑을 싣고》종영.
- 2021년 7월 1일 : 지상파 KBS 2TV의 채널은 MBC TV와 SBS TV 및 EBS 1TV의 채널은 중간광고 허용. 누적 방송시간이 45분 이상이면 60초 중간광고 투입.[35]
- 2021년 7월 7일 : 《표리부동》방송 시작.
- 2021년 7월 15일 : 《우리가 사랑한 그 노래 새가수》방영 시작.
- 2021년 7월 17일 : 《류수영의 동물티비》종영.
- 2021년 7월 19일 : UHD 다채널 방송 개시.
- 2021년 9월 18일 : 《우리가 사랑한 그 노래 새가수》종영.
- 2021년 9월 27일 : 더 유닛 폐지
- 2021년 9월 30일 : UHD 다채널 방송 종료.
- 2021년 10월 2일 : 《갓파더 - 新가족관계증명서》 방영 시작.
- 2021년 10월 6일 : 《표리부동》종영.
- 2021년 10월 14일 : 《오늘부터 무해하게》 방영 시작.
- 2021년 11월 6일 : 《갓파더 - 신가족관계증명서》 토요일 밤 마지막 방송. 수요일로 이동.
- 2021년 11월 13일 : 《개승자》방송 개시.
- 2021년 11월 17일 : 《갓파더 - 신가족관계증명서》수요일 밤 10시 40분 이동.
- 2021년 12월 16일 : 《오늘부터 무해하게》방영 종료.
- 2022년 1월 6일 : 《한 번쯤 멈출 수 밖에》방송 시작.
- 2022년 1월 19일 : 《우리끼리 작전타임》방송 개시.
- 2022년 1월 20일 : 《주접이 풍년》방송 시작.
- 2022년 3월 12일 : 《국민동요 프로젝트 아기싱어》 방영 시작, 《개승자》 종영
- 2022년 3월 13일 : 《다큐멘터리 3일》종영.
- 2022년 3월 31일 : 《한 번쯤 멈출 수 밖에》종영.
- 2022년 4월 12일 : 《노래가 좋아》화요일 마지막방송. 봄 개편에 따라 KBS 1TV로 채널 변경.
- 2022년 4월 13일 : 《우리끼리 작전타임》 수요일 밤으로 변경. 및 《박원숙의 같이 삽시다3》종영.
- 2022년 4월 14일 : 《환경스페셜》종영.
- 2022년 4월 17일 : 《자본주의학교》방송시작.
- 2022년 4월 19일 : 《갓파더 - 신가족관계증명서》 화요일 밤 10시 40분 이동.
- 2022년 4월 19일 : 《박원숙의 같이 삽시다4》화요일 시간대 옮김. 방영시작.
- 2022년 4월 20일 : 《옥탑방의 문제아들》 수요일 밤 8시 30분으로 이동.
- 2022년 4월 20일 : 《국민 영수증》 방영 시작.
- 2022년 4월 21일 : 《연중 라이브》 목요일 밤 11시 00분으로 이동.
- 2022년 4월 22일 : 《슈퍼맨이 돌아왔다》 금요일 밤 10시 10분으로 이동.
- 2022년 4월 24일 : 《우리끼리 작전타임》 일요일밤 10시 50분 변경
- 2022년 4월 30일 : 《빼고파》방영시작.
- 2022년 5월 6일 : 《굿모닝 대한민국 라이브》 종영.
- 2022년 5월 9일 : 《해 볼만한 아침 M&W》 방영시작.
- 2022년 5월 14일 : 《아기싱어》종영.
- 2022년 5월 18일 : 《국민 영수증》수요일 밤 마지막 방송. 토요일로 이동.
- 2022년 5월 25일 : 《요즘 것들이 수상해》방송 시작.
- 2022년 6월 4일 : 《국민 영수증》토요일 오후 5시 10분으로 이동.
- 2022년 6월 27일 : 《백종원 클라쓰》종영.
- 2022년 7월 2일 : 《국민 영수증》종영.
- 2022년 7월 3일 : 《우리끼리 작전:타임》종영.
- 2022년 7월 5일 : 《갓파더 - 신가족관계증명서》종영.
- 2022년 7월 7일 : 《주접이 풍년》종영.
- 2022년 7월 11일 :《이별도 리콜이 되나요?》방송 시작.
- 2022년 7월 12일 : 《오케이 오케이》방영 시작.
- 2022년 7월 16일 :《빼고파》 종영
- 2022년 7월 21일 : 《홍김동전》방영 시작.
- 2022년 7월 22일 : 《유희열의 스케치북》종영.
- 2022년 7월 30일 : 《리슨 업》방송 시작.
- 2022년 8월 10일 : 《요즘 것들이 수상해》종영.
- 2022년 9월 4일 : 《자본주의학교》종영.
- 2022년 9월 15일 : 《홍김동전》평일 목 마지막 방송. 휴일로 이동.
- 2022년 9월 18일 : 《홍김동전》휴일 밤 9시 20분 방송.
- 2022년 9월 27일 :《오케이 오케이》종영
- 2022년 10월 8일 : 《리슨 업》종영.
- 2022년 10월 15일 : 《배틀트립2》방영 시작.
- 2022년 11월 3일 : 《세컨 하우스》방영 시작.
- 2022년 11월 20일 ~ 12월 19일 : 2022 카타르 월드컵 임시로 24시간 방송실시
- 2022년 12월 19일 : 2022 카타르 월드컵 방송종료함.
- 2022년 12월 27일 : U KBS 하트 HD DMB, 수도권 송출 개시
- 2023년 1월 15일 : 《홍김동전》일요일 마지막 방송. 평일 (목)로 이동.
- 2023년 1월 22일 : 《걸어서 환장속으로》방송 시작.
- 2023년 1월 25일 : 《스튜디오 K》평일 (수) 마지막 방송. 평일 (화)로 이동.
- 2023년 1월 26일 :《세컨 하우스》종영.
- 2023년 1월 31일 : 《스튜디오 K》평일 화 밤 23:00 방송 시작.
- 2023년 2월 1일 : 《9층 시사국》 방송 시작. 평일 수 밤 23:00
- 2023년 2월 5일 : 《더 시즌즈 - 박재범의 드라이브》방송 시작. 휴일 일 밤 22:55
- 2023년 2월 16일 : 《홍김동전》평일 목 밤 20:30 변경.
- 2023년 3월 3일 : KBS 2TV 뉴스 센터, 와이드 스튜디오로 새단장.
- 2023년 3월 5일 : UHD 《TV문학관》휴일 밤 00:25 방송 시작. 재방영.
- 2023년 3월 16일 : 《연중플러스》종영.
- 2023년 3월 23일 : 《노머니 노아트》방송 시작.
- 2023년 3월 29일 : 《과학수사대 스모킹 건》방송 시작.
- 2023년 4월 3일 : 《이별도 리콜이 되나요?》종영.
- 2023년 4월 10일 : 《개는 훌륭하다》평일 월 20:30 변경.
- 2023년 4월 23일 : 《더 시즌즈 - 박재범의 드라이브》종영.
- 2023년 4월 28일 : 《KBS 아침뉴스타임》마지막 여자앵커(신성원 아나운서)
- 2023년 5월 1일 : 《KBS 아침뉴스타임》 새 여자앵커(정지원 아나운서)
- 2023년 5월 14일 :《최정훈의 밤의공원》 방영 시작 금요일밤으로 시간 변경
- 2023년 5월 23일 : 《박원숙의 같이 삽시다3》 KBS1로 욺김
- 2023년 5월 24일 : 《9층 시사국》과 《세상의 모든 다큐》수요일 마지막 방송. 《9층 시사국》은 일요일 이동 및 《세상의 모든 다큐》는 월요일로 이동.
- 2023년 5월 25일 : 《통합뉴스룸 ET》와《노머니 노아트》 종영.
- 2023년 5월 26일 : 《슈퍼맨이 돌아왔다》평일 금요일 마지막방송.
- 2023년 5월 29일 : KBS 1, 2TV 신설 개편 및《KBS 뉴스 6》방영 시작.
- 2023년 5월 30일 : 《슈퍼맨이 돌아왔다》화요일로 시간 변경.
- 2023년 6월 1일 : 《세컨 하우스2》방영시작.
- 2023년 6월 3일 : 《생존게임 코드레드》방송 시작.
- 2023년 6월 4일 : 《9층 시사국》휴일 일 22:55 변경.
- 2023년 6월 5일 : 《세상의 모든 다큐》평일 월 17:10 변경.
- 2023년 6월 12일 : 《더 라이브》KBS1에서 KBS2 변경이다.
- 2023년 6월 17일 :《오늘부터 구독중》 방영 시작.
- 2023년 7월 8일 : 《오늘부터 구독중》종영.
- 2023년 8월 5일 : 《생존게임 코드레드》 종영.
- 2023년 8월 12일 : 《배틀트립 2》 종영.
- 2023년 8월 17일 : 《세컨 하우스 2》 종영.
- 2023년 8월 18일 : 《최정훈의 밤의공원》 종영.
- 2023년 9월 1일 : 《더 시즌즈 : 악뮤의 오날오밤》 방영 시작.
- 2023년 9월 3일 : 《걸어서 환장 속으로 시즌1》 종영.
- 2023년 9월 10일 : 《K푸드쇼 '맛의 나라'》방영 시작.
- 2023년 9월 16일 : 《아주 사적인 여행》 방영 시작.
- 2023년 10월 9일 :《지구 위 블랙 박스》 방영 시작.
- 2023년 10월 17일 : 《아주 사적인 여행》 종영.
- 2023년 10월 18일 : 《글로벌 연예정보GET》 방송 시작
- 2023년 10월 24일 : 《지구 위 블랙 박스》 종영.
- 2023년 10월 27일 : 《골든걸스》 방영 시작.
- 2023년 11월 5일 : 《9층 시사국》휴일 일요일 마지막 방송,《K푸드쇼 '맛의 나라'》종영.
- 2023년 11월 8일 : 《살림하는 남자들2》수요일로 이동
- 2023년 11월 9일 : 《과학수사대 스모킹 건》과 《더 라이브》 종영.
- 2023년 11월 11일 : 《9층 시사국》 토요일로 이동
- 2023년 11월 12일 : 《개그콘서트》방영 재개
- 2023년 11월 16일 : 《서치:미》 방영 시작
- 2023년 12월 1일 : 전국 에선 U KBS 하트가 SD에서 HD전환로 송출.
- 2023년 12월 22일 : 《지구촌 뉴스》과 《더 시즌즈 : 악뮤의 오날오밤》 종영.
- 2023년 12월 30일 : 《9층 시사국》 종영.
- 2024년 1월 2일 : 《슈퍼맨이 돌아왔다》 평일 화 20:55 변경.
- 2024년 1월 4일 : 《서치:미》 종영.
- 2024년 1월 5일 : 《더 시즌즈 : 이효리의 레드카펫》 방송 시작.
- 2024년 1월 8일 : 《개는 훌륭하다》 평일 월 20:55 변경.
- 2024년 1월 11일 : 《반려동물극장》 방영 시작.
- 2024년 1월 17일 : 《옥탑방의 문제아들》 종영.
- 2024년 1월 18일 : 《홍김동전》 종영.
- 2024년 1월 22일 : 《KBS 월드 24》방영 시작.
- 2024년 1월 24일 : 《살림하는 남자들 2》 평일 수 20:55 변경. 《과학수사대 스모킹 건》부활.
- 2024년 1월 25일 : 《박원숙의 같이 삽시다 3》 평일 목 20:55 KBS 2TV로 채널 복귀
- 2024년 1월 26일 : 《골든걸스》 종영.
- 2024년 1월 31일 : 《TV유치원》평일 월~목 오후 마지막 방송.
- 2024년 2월 2일 : 《해 볼만한 아침 M&W》 종영.
- 2024년 2월 5일 : 《TV유치원》평일 월~목 07:30 《무엇이든 물어보세요》 KBS 2TV로 채널 23년만에 방송시간 변경  (이후 여자MC 이승현 아나운서가 아닌 박주아 아나운서 여자 재진행 MC 변경함)
- 2024년 2월 9일 : 《어린이 동물티비》평일 금 07:30 변경.
- 2024년 2월 19일 : 《TV유치원》평일 월~목 07:00 변경.
- 2024년 2월 23일 : 《어린이 동물티비》평일 금 07:00 변경.
- 2024년 3월 7일 : 《반려동물극장》 KBS 2TV 마지막 방송 KBS 1TV로 채널 변경.
- 2024년 3월 14일 : 《김이나의 비인칭 시점》 평일 목 22:15 방영 시작.
- 2024년 3월 19일 : 《슈퍼맨이 돌아왔다》 평일 화요일 마지막방송.
- 2024년 3월 27일 : 《살림하는 남자들2》 평일 수요일 마지막방송.
- 2024년 3월 29일 : 《더 시즌즈 : 이효리의 레드카펫》 종영.
- 2024년 4월 6일 : 《살림하는 남자들2》 주말 토요일 밤 21:15 변경.
- 2024년 4월 7일 : 《슈퍼맨이 돌아왔다》 휴일 일요일 밤 21:15 변경.
- 2024년 4월 26일 : 《더 시즌즈 : 지코의 아티스트》 평일 금 23:25 방영 시작.
- 2024년 5월 1일 : 《2장 1절》평일 수 20:30 방영 시작.
- 2024년 5월 9일 : 《김이나의 비인칭 시점》종영.
- 2024년 5월 15일 : 《MA.1 메이크 메이트원》 평일 수 22:15 방영 시작.
- 2024년 5월 16일 : 《KBS 뉴스 6》 종영.
- 2024년 5월 20일 : 《경제콘서트》 방영 시작.
- 2024년 6월 17일 : 《MA.1 메이크 메이트원》 종영.
- 2024년 9월 4일 : 《2장 1절》 종영.
- 2024년 9월 16일 : 《싱크로유》 방영시작
- 2024년 9월 28일 : 《동물은 훌륭하다》 방영시작
- 2024년 9월 27일 :  《더 시즌즈 : 이영지의 레인보우》 방영시작.
- 2024년 11월 6일 : 《슈퍼맨이 돌아왔다》 수요일로 변경.
- 2024년 12월 2일 : 《싱크로유》 종영
- 2024년 12월 7일 : 《굿모닝 대한민국》방송 시작.
- 2024년 12월 10일 : 《셀럽병사의 비밀》 방영 시작.
- 2024년 12월 16일 : 《세차JANG》 방영 시작.
- 2025년 1월 26일 :  《오래된 만남 추구1》 방영 시작.
- 2025년 2월 21일 : 《더 시즌즈 : 이영지의 레인보우》  종영
- 2025년 3월 9일 :  《오래된 만남 추구1》 종영
- 2025년 3월 14일 : 《더시즌즈 : 박보검의 칸타빌레》 방영시작.
- 2025년 3월 16일 : 《개그콘서트》 21시 로 변경
- 2025년 3월 17일 : 《세차JANG》 종영.
- 2025년 3월 24일 :《동물은 훌륭하다》 종영.
- 2025년 3월 31일 : 《공부와 놀부》 방영 시작. 《박원숙의 같이 삽시다 3》 월요일로 변경.
- 2025년 4월 3일 : 《옥탑방의 문제아들2》 방영 시작.
- 2025년 4월 5일 : 《뽈룬티어》 방영 시작.
- 2025년 5월 16일 : 《가는정 오는정 이민정》 방송 시작. 《더 시즌즈 : 박보검의 칸타빌레》 밤 9시 50분에서 23시 20분으로 변경.
- 2025년 5월 24일 : 《뽈룬티어》 종영.
- 2025년 5월 31일 : 《방판뮤직 어디든 가요》 방영 시작.
- 2025년 6월 2일 : 《공부와 놀부》 종영.
- 2025년 6월 8일 : 《최수종의 여행사담》 방영 시작.
- 2025년 6월 15일 : 《크레이지 리치 코리안》 방영 시작. 《개그콘서트》 22시 15분으로 변경.
- 2025년 6월 16일 : 《오래된 만남 추구2》 방영 시작.
- 2025년 6월 24일 : 《셀럽병사의 비밀》 종영.
- 2025년 6월 29일 : 《최수종의 여행사담》 종영.
- 2025년 7월 19일 : 《방판뮤직 어디든 가요》 종영.
- 2025년 7월 21일 : 《오래된 만남 추구2》 종영.
- 2025년 7월 26일 : 《내편하자》방송 시작.
- 2025년 7월 28일 : 《오래된 만남 추구3》 방영 시작.
- 2025년 8월 1일 : 《더 시즌즈:박보검의 칸타빌레》 종영.
- 2025년 8월 8일 : 《무엇이든 물어보세요》 KBS 2TV 마지막 방송 KBS 1TV로 채널 변경. 《가는정 오는정 이민정》 종영.
- 2025년 8월 17일 : 《크레이지 리치 코리안》  종영.
- 2025년 8월 23일 : KBS 2TV 토일 드라마 신설 및《트웰브》 방영 시작. 《살림하는 남자들 2》 토요일 밤 22시 20분으로 변경.
- 2025년 8월 24일 :《개그콘서트》 일요일 밤 22시 20분으로 변경.
- 2025년 9월 2일 : 《셀럽병사의 비밀》 방영 시작.
- 2025년 9월 5일 : 《더 시즌즈:십센치》 방영 시작.

## 로고
2018년 9월 3일 ~ 현재

## 로고송
현재
- 2021년 8월 16일 ~ : 5가지 로고송으로 변경된다. 2007년 이후 약 14년 만에 로고송 제작과 예능, 교양, 드라마, 보도, 시사, 음악 ID로 사용된다.
- 2024년 10월 ~ : 항상 함께 국민의 방송 내 곁에 밝은 내일 밝은 세상을 원해 언제나 정다운 마음과 진심을 전해 KBS 한국방송

종료
ID
- 1981년 1월 ~ 1984년 3월 : 정지된 그림 영상과 함께 여성 내레이터가 "KBS 제2텔레비전입니다."라고 말했다.
- 1984년 4월 ~ 1988년 8월 : 즐겁고 유익한 KBS 제2텔레비전
- 로고송 별도에 쓰이는 아날로그 시계 초침 소리가 나온다.

- 1988년 올림픽 기간 : 서울올림픽을 세계에 보여주는 우리의 KBS
- 1988년 10월 ~ 1992년 4월 : 사랑과 기쁨이 솟는 KBS 제2텔레비전 코러스 버전,사랑과 기쁨이 솟는 KBS 제2텔레비전 전자음악 MR 버전
- 1992년 4월 ~ 1993년 10월 : KBS 라디오 노래 "영원한 우리들의 KBS KBS" MR 버전
- 1993년 10월 18일 ~ 1994년 10월 9일 : KBS KBS 제2텔레비젼
- 1994년 10월 10일 ~ 2001년 3월 2일 : 좋은 방송 밝은 세상 KBS
- 2001년 3월 3일 ~ 2003년 6월 22일 : 좋은 방송 밝은 세상 KBS 한국방송
- 2003년 6월 23일 ~ 2006년 일자 미상 : KBS KBS KBS 한국방송[36]
- 2007년 6월 ~ 2009년 10월 : 우리 곁엔 언제나 KBS KBS 한국방송[37]

## DMB
2005년 12월 1일부터 DMB 방송국 U-KBS가 개국하였다.

## 방송 문구 변천사
현재
- 방송편성기준
- KBS는 방송통신심의위원회의 심의규정을 준수합니다. (1981년 ~ 현재.)
- 다시보기기준
- 이 프로그램은 wavve로 다시보실 수 있습니다.(2021년 ~현재.)
- 이 프로그램은 KBS+ (구) My k KBS1.2TV KBSN 5개 채널 시청 (스포츠 저작권 있다) 시청 없다 앱설치로 다시보실 수 있습니다. (2023년 ~현재.)
- 이 프로그램은 KBS 키즈로 다시보실 수 있습니다. (2016년 ~ 현재.)
- 이 프로그램은 간접가상 및 중간광고 포함하고 있습니다. (2021년 7월 1일 ~ 현재.)

종료
- 이 프로그램은 《아동청소년 방송가이드라인, 아동청소년 성 보호에 관한 법률 시행규칙》등 아동청소년 방송인들을 존중하며 제작하였습니다.
- 이 프로그램은 가상광고 및 간접광고를 포함하고 있습니다. (드라마, 예능 전용) 6월 30일 종료.
- 이 프로그램은 가상광고를 포함하고 있습니다. (1999년 ~ 2007년 6월 24일).

## 프로그램

### 드라마
| 방송 시간                       | 제목                      | 광고      | 등급 | 비고                            |
| ------------------------------- | ------------------------- | --------- | ---- | ------------------------------- |
| 평일 19:50 ~ 20:30              | 일일 드라마 (여왕의 집)   | 가상      | 15   | 친밀한 리플리 9월 22일 방영예정 |
| 주말, 휴일 토, 일 20:00 ~ 21:20 | 주말 드라마 (화려한 날들) | 중간 2편  | 15   |                                 |
| 주말 토, 일 21:20 ~ 22:20       | 토일 드라마 (트웰브)      | 중간 2편  | 15   | 은수 좋은 날 9월 20일 방영예정  |
| 평일 화 22:45 ~ 00:05           | KBS 드라마 스페셜 2025    | 중간 90초 | 15   |                                 |
| 매년 12월 31일                  | KBS 연기대상              |           | 15   | Live                            |

### 음악
| 방송 시간             | 제목           | 광고 | 등급 | 비고 |
| --------------------- | -------------- | ---- | ---- | ---- |
| 평일 금 17:05 ~ 18:35 | 뮤직뱅크       |      | 15   | Live |
| 평일 금 23:20 ~ 00:50 | 더 시즌즈      | 중간 | 15   |      |
| 주말 토 18:05 ~ 20:00 | 불후의 명곡    | 중간 | 15   |      |
| 매년 12월             | KBS 가요대축제 |      | 15   | Live |

### 예능
| 방송 시간             | 제목                  | 광고 | 등급        | 비고 |
| --------------------- | --------------------- | ---- | ----------- | ---- |
| 평일 월 21:50 ~ 23:15 | 오래된 만남 추구      |      | 전체 시청가 |      |
| 평일 화 20:30 ~ 21:45 | 셀럽병사의 비밀       |      | 전체 시청가 |      |
| 평일 수 17:30 ~ 18:00 | 꿀잼 영화가 좋다      |      | 전체 시청가 | (재) |
| 평일 수 20:30 ~ 21:50 | 슈퍼맨이 돌아왔다     | 중간 | 12          |      |
| 평일 수 23:30 ~ 00:40 | 스튜디오 K            |      | 15          |      |
| 평일 목 17:30 ~ 18:00 | 놓친 예능 따라잡기    |      | 15          |      |
| 평일 목 20:30 ~ 21:50 | 옥탑방의 문제아들     | 중간 | 15          |      |
| 평일 금 20:30 ~ 22:00 | 신상출시 편스토랑     | 중간 | 15          |      |
| 평일 금 22:00 ~ 23:20 | 미정                  |      | 15          |      |
| 주말 토 10:10 ~ 11:20 | 영화가 좋다           |      | 15          |      |
| 주말 토 22:20 ~ 23:40 | 살림하는 남자들       | 중간 | 15          |      |
| 주말 토 23:40 ~ 00:50 | 내편하자              | 중간 | 15          |      |
| 휴일 일 16:40 ~ 18:10 | 사장님 귀는 당나귀 귀 | 중간 | 15          |      |
| 휴일 일 18:10 ~ 20:00 | 1박 2일               | 중간 | 15          |      |
| 휴일 일 22:20 ~ 23:50 | 개그콘서트            | 중간 | 15          |      |
| 매년 12월             | KBS 연예대상          | Live | 15          |      |

### 교양
| 방송 시간             | 제목                 | 광고 | 등급        | 비고 |
| --------------------- | -------------------- | ---- | ----------- | ---- |
| 평일 07:30 ~ 08:50    | 굿모닝 대한민국      | 중간 | 전체 시청가 | Live |
| 평일 18:35 ~ 19:50    | 2TV 생생정보         | 중간 | 전체 시청가 | Live |
| 평일 월 20:30 ~ 21:50 | 박원숙의 같이 삽시다 |      | 전체 시청가 |      |
| 평일 화 21:45 ~ 22:45 | 과학수사대 스모킹 건 |      | 전체 시청가 |      |
| 휴일 일 06:55 ~ 07:25 | 영상앨범 산          |      | 전체 시청가 |      |

### 다큐
| 방송 시간             | 제목             | 비고           |
| --------------------- | ---------------- | -------------- |
| 평일 월 16:30 ~ 17:20 | 세상의 모든 다큐 | 제작 KBS미디어 |

### 어린이
| 방송 시간                  | 제목            | 등급        | 비고 |
| -------------------------- | --------------- | ----------- | ---- |
| 평일 월 ~ 목 07:00 ~ 07:30 | TV유치원        | 전체 시청가 |      |
| 평일 목 16:30 ~ 17:30      | 누가누가 잘하나 | 전체 시청가 |      |
| 평일 금 07:00 ~ 07:30      | 어린이 동물티비 | 전체 시청가 |      |

### 애니
| 방송 시간             | 제목                 | 등급        | 비고 |
| --------------------- | -------------------- | ----------- | ---- |
| 평일 화 17:00 ~ 17:15 | 라이즈맨 2           | 전체 시청가 |      |
| 평일 화 17:15 ~ 17:30 | 그라운드 크루 토토   | 전체 시청가 |      |
| 평일 수 17:00 ~ 17:15 | WHY?                 | 전체 시청가 |      |
| 평일 수 17:15 ~ 17:30 | 다이노 파워즈 Part 4 | 전체 시청가 |      |

### 스포츠
| 방송 시간                        | 제목             | 광고 | 등급        | 비고        |
| -------------------------------- | ---------------- | ---- | ----------- | ----------- |
| 평일 월, 화 23:20 ~ 23:45        | 아이 러브 스포츠 | 가상 | 전체 시청가 | (25분)      |
| 평일 수 00:10 ~ 00:35            | 아이 러브 스포츠 | 가상 | 전체 시청가 | 온에어 불가 |
| 평일 목 23:15 ~ 23:40            | 아이 러브 스포츠 | 가상 | 전체 시청가 | 온에어 불가 |
| 평일 주말 휴일 14:00 17:00 18:30 | KBO 리그         | 가상 | 전체 시청가 | Live        |
| 평일 주말 휴일                   | MLB 리그         | 가상 | 전체 시청가 | 일부 중계   |
| 평일 주말 휴일 14:00             | 배구 농구        | 가상 | 전체 시청가 | 경기        |
| 평일                             | 탁구, 양궁       | 가상 | 전체 시청가 | 경기        |
| 평일 주말 휴일                   | K리그            | 가상 | 전체 시청가 | 경기        |
| 평일 주말 휴일                   | 경주             | 가상 | 전체 시청가 | 경기        |

### 뉴스
| 방송 시간                  | 제목             | 수화   | 광고 | 비고 |
| -------------------------- | ---------------- | ------ | ---- | ---- |
| 평일 월 ~ 금 10:10 ~ 10:30 | KBS 아침뉴스타임 | 자, 수 | 가상 |      |
| 평일 월 ~ 금 15:00 ~ 15:15 | KBS 3시 뉴스타임 | 자, 수 | 가상 |      |
| 평일 월 ~ 목 15:15 ~ 15:45 | KBS 월드 24      | 자, 수 | 가상 |      |
| 평일 월 ~ 목 18:00 ~ 18:35 | 경제콘서트       | 자     | 가상 |      |
| 휴일 일 06:45 ~ 06:55      | KBS 재난방송센터 | 자     | 가상 |      |

## 방송 사고
- 2006년 10월 14일 - 밤 11시 7분 경 《위기탈출 넘버원》 방송이 나가던 도중, 갑자기 화면이 녹색으로 바뀌며 방송 송출이 일시적으로 중단되었다. 잠시 후 자막 고지를 통해 '방송사 사정으로 방송이 잠시 중지되고 있습니다. 시청자 여러분의 양해 바랍니다.'라고 고지했다. 프로그램 제작국인 서울 여의도 KBS 본사를 비롯한, 전국 각 지역에 있는 KBS 지역총국에선, 자연경관과 함께 '서울 KBS 본사 측의 사정으로 방송이 잠시 중지되고 있습니다. 시청자 여러분의 양해 바랍니다.'라고 자막 고지를 송출했다. 《연주소 정파시 송신소 송출용》이라는 제목의 자료화면과 함께 같은 자막이 고정 방송되었다.
  - 밤 11시 17분 경에 화면은 복구돼 예정된 광고는 전파를 탔으나, 여전히 오디오는 작동하지 않는 상태가 한동안 지속되었다. 이 화면이 10여 분간 계속되다가 밤 11시 26분 경에 방송 예정이던 《드라마시티》 - 〈그녀가 웃잖아〉는 방송을 시작했으나 화면과 음향이 맞지 않는 등 여전히 음향 상태는 고르지 못한 채, 화면 비율이 불균형하게 일그러져 있었다. 이 상태 역시 몇 분간 지속되다가 밤 11시 29분경에 방송이 정상화되었다.[41]
  - 그리고 10월 21일 《위기탈출 넘버원》 방송분에서 10월 14일에 방송되지 못한 부분이 방송되었다. 사고의 발단은 영상과 음향을 별개로 분리하는 디먹스(Demux)의 고장이었으며, 10년 이상 사용된 노후된 시스템이었다. KBS 기술팀 측에선, "해당 장비는 지난 96년에 개국한 KBS의 위성 TV 채널 송출용으로 쓰던 것으로 10년 정도 됐으며, 이 장비를 재활용 차원에서 KBS 2의 송출용으로 쓰고 있었다"고 해명했다.
  - KBS 편성본부 측에선, "KBS 2 주조정실은 100% 디지털 시스템으로 구축되어 있는데, 아날로그 방송을 위해선, 영상과 음향을 별개로 분리해 남산 송신소로 보내야 하는데, 디지털 시스템이 워낙 복잡하고, 주조에서 송신소까지 복잡한 신호를 내보내는 과정에서, 디먹스 시스템 이상 여부를 파악한 후에, 예비 장비로 교체해 방송을 정상화시켰다"고 해명하면서, 이 같은 방송 사고는 KBS 1TV를 비롯한, MBC TV, 전국 각 지역 9개 민방 네트워크로 송출되는 SBS TV와는 전혀 관계가 없으므로, 프로그램 제작국인 서울 여의도 KBS 본사와 연락이 두절되어, 영문을 모르는 KBS 지역총국에선, 속수무책일 수밖에 없었다.
- 2012년 1월 16일 - 오후 3시 경 KBS 2의 재송신이 중지되었다. 방송사인 KBS와 재송신을 맡고 있는 지역 케이블 방송사들의 재송신료 협상에 대한 불협화음 문제로, 결국 지역 케이블 방송사에서 강제로 KBS 2의 모든 방송 재송신이 중단되었다가, 1월 17일 저녁 7시에 KBS 2의 재송신이 재개되었다.
- 2019년 11월 24일 - 《개그콘서트》 방송 중 연령고지 BGM이 같이 송출되는 방송사고가 있었다.

## 방송 시간
| 요일 및 시간 분    | 01 | 02 | 03 | 04 | 05 | 06 | 07 | 08 | 09 | 10 | 11 | 12 | 13 | 14 | 15 | 16 | 17 | 18 | 19 | 20 | 21 | 22 | 23 | 24 | 비고 |
| ------------------ | -- | -- | -- | -- | -- | -- | -- | -- | -- | -- | -- | -- | -- | -- | -- | -- | -- | -- | -- | -- | -- | -- | -- | -- | ---- |
| 월                 | ●  | ●  | ○  | ○  | ●  | ●  | ●  | ●  | ●  | ●  | ●  | ●  | ●  | ●  | ●  | ●  | ●  | ●  | ●  | ●  | ●  | ●  | ●  | ●  |      |
| 화                 | ●  | ●  | ○  | ○  | ●  | ●  | ●  | ●  | ●  | ●  | ●  | ●  | ●  | ●  | ●  | ●  | ●  | ●  | ●  | ●  | ●  | ●  | ●  | ●  |      |
| 수                 | ●  | ●  | ○  | ○  | ●  | ●  | ●  | ●  | ●  | ●  | ●  | ●  | ●  | ●  | ●  | ●  | ●  | ●  | ●  | ●  | ●  | ●  | ●  | ●  |      |
| 목                 | ●  | ●  | ○  | ○  | ●  | ●  | ●  | ●  | ●  | ●  | ●  | ●  | ●  | ●  | ●  | ●  | ●  | ●  | ●  | ●  | ●  | ●  | ●  | ●  |      |
| 금                 | ●  | ●  | ○  | ○  | ●  | ●  | ●  | ●  | ●  | ●  | ●  | ●  | ●  | ●  | ●  | ●  | ●  | ●  | ●  | ●  | ●  | ●  | ●  | ●  |      |
| 토                 | ●  | ●  | ○  | ○  | ●  | ●  | ●  | ●  | ●  | ●  | ●  | ●  | ●  | ●  | ●  | ●  | ●  | ●  | ●  | ●  | ●  | ●  | ●  | ●  |      |
| 일                 | ●  | ●  | ○  | ○  | ●  | ●  | ●  | ●  | ●  | ●  | ●  | ●  | ●  | ●  | ●  | ●  | ●  | ●  | ●  | ●  | ●  | ●  | ●  | ●  |      |
| ● 정규방송, ○ 정파 |    |    |    |    |    |    |    |    |    |    |    |    |    |    |    |    |    |    |    |    |    |    |    |    |      |

## 시청률 추이
| 10.7 | 11.0 | 11.4 | 11.6 | 10.9 | 10.4 | 10.1 | 9.4 | 8.5 | 8.0 | 7.6 | 7.5 | 7.7 | 7.7 | 8.0 | 6.0 | 6.2 | 6.5 | 6.8 | 5.9 |

| 2000년 ~ 2019년 8월 황금시간대 시청률 (단위 100%) | 2000년 ~ 2019년 8월 황금시간대 시청률 (단위 100%) | 2000년 ~ 2019년 8월 황금시간대 시청률 (단위 100%) | 2000년 ~ 2019년 8월 황금시간대 시청률 (단위 100%) | 2000년 ~ 2019년 8월 황금시간대 시청률 (단위 100%) | 2000년 ~ 2019년 8월 황금시간대 시청률 (단위 100%) | 2000년 ~ 2019년 8월 황금시간대 시청률 (단위 100%) | 2000년 ~ 2019년 8월 황금시간대 시청률 (단위 100%) | 2000년 ~ 2019년 8월 황금시간대 시청률 (단위 100%) | 2000년 ~ 2019년 8월 황금시간대 시청률 (단위 100%) | 2000년 ~ 2019년 8월 황금시간대 시청률 (단위 100%) | 2000년 ~ 2019년 8월 황금시간대 시청률 (단위 100%) | 2000년 ~ 2019년 8월 황금시간대 시청률 (단위 100%) | 2000년 ~ 2019년 8월 황금시간대 시청률 (단위 100%) | 2000년 ~ 2019년 8월 황금시간대 시청률 (단위 100%) | 2000년 ~ 2019년 8월 황금시간대 시청률 (단위 100%) | 2000년 ~ 2019년 8월 황금시간대 시청률 (단위 100%) | 2000년 ~ 2019년 8월 황금시간대 시청률 (단위 100%) | 2000년 ~ 2019년 8월 황금시간대 시청률 (단위 100%) |             |
| 2000년                                            | 2001년                                            | 2002년                                            | 2003년                                            | 2004년                                            | 2005년                                            | 2006년                                            | 2007년                                            | 2008년                                            | 2009년                                            | 2010년                                            | 2011년                                            | 2012년                                            | 2013년                                            | 2014년                                            | 2015년                                            | 2016년                                            | 2017년                                            | 2018년 6월                                        | 2019년 8 월 |
| ------------------------------------------------- | ------------------------------------------------- | ------------------------------------------------- | ------------------------------------------------- | ------------------------------------------------- | ------------------------------------------------- | ------------------------------------------------- | ------------------------------------------------- | ------------------------------------------------- | ------------------------------------------------- | ------------------------------------------------- | ------------------------------------------------- | ------------------------------------------------- | ------------------------------------------------- | ------------------------------------------------- | ------------------------------------------------- | ------------------------------------------------- | ------------------------------------------------- | ------------------------------------------------- | ----------- |
| 11.26                                             | 10.68                                             | 11.38                                             | 12.14                                             | 12.04                                             | 12.34                                             | 10.99                                             | 9.98                                              | 10.75                                             | 11.88                                             | 12.70                                             | 11.09                                             | 11.50                                             | 10.49                                             | 10.53                                             | 9.37                                              | 10.08                                             | 9.24                                              | 9.16                                              | 10.25       |

## 같이 보기
- KBS 1TV
- EBS 1TV
- EBS 2TV
- KBS NEWS D